# Walthamstow
Walthamstow (/ˈwɔːlθəmstoʊ/ ou /ˈwɒlθəmstoʊ/) é uma cidade no bairro londrino de Waltham Forest, cerca de 12 km a leste do centro de Londres. A cidade faz fronteira com Chingford ao norte, Snaresbrook e South Woodford a leste, Leyton e Leytonstone ao sul e Tottenham a oeste. No censo de 2011, a cidade tinha uma população de aproximadamente 109.424 habitantes.
Ocupando a maior parte da High Street de leste a oeste da cidade, o Mercado de Walthamstow é o mercado ao ar livre mais longo da Europa. A leste do centro da cidade fica a Vila de Walthamstow, a parte mais antiga de Walthamstow, e a localização da St Mary's Church, a igreja paroquial da cidade. Ao norte da cidade fica o antigo Estádio de Walthamstow, considerado um marco do East End. A Galeria William Morris em Forest Road, um museu que já foi a casa da família de William Morris, é um edifício listado como Grau II*. A cidade possui cinco estações de trem, incluindo as estações Walthamstow Central e Blackhorse Road- estações de transferência na Victoria Line do metrô de Londres.
Walthamstow era uma paróquia civil, originalmente parte do Becontree Hundred de Essex. A cidade se expandiu rapidamente no século XIX, tornando-se um subúrbio na área urbana de Londres. Faz parte do Distrito Policial Metropolitano (Metropolitan Police District) desde 1840 e do distrito postal de Londres (London postal district) desde sua criação em 1856. A paróquia tornou-se um distrito de conselho local em 1873, um distrito urbano em 1894 e um burgo municipal em 1929. Após a reforma do governo local de Londres em 1965, ela se fundiu com os bairros municipais de Chingford e Leyton para formar o novo distrito de autoridade local de Waltham Forest, tornando-se parte da Grande Londres. O conselho municipal tem sede no antigo Walthamstow Town Hall, na Forest Road.

## História

### Toponímia
Walthamstow foi registrada em 1075 como Wilcumestowe ("O Local de Boas-Vindas") e no Domesday Book de 1086 como Wilcumestou.

### História inicial
O Domesday Book descreve Wilcumestou como uma mansão de propriedade do nobre anglo-saxão Valdevo da Nortúmbria antes da conquista normanda de 1066. Após a execução de Valdevo da Nortúmbria, a propriedade da terra passou para sua esposa, a Condessa Judith, também conhecida como Judith de Lens, sobrinha de Guilherme, o Conquistador. O Domesday Book registra 36 villeins, 25 bordars e 4 escravos vivendo na mansão em 1086. Alice, filha do Valdevo da Nortúmbria e da Condessa Judith, herdou Walthamstow. Ela se casou com o nobre Ralph de Tosny ou Toeni (também conhecido como Raoul IV de Conches) em 1103. Quando seu marido morreu, por volta de 1126, Alice doou a igreja de Walthamstow para os Priores da Santíssima Trindade, com sede em Aldgate, Londres.
O rei João ficou em Walthamstow por duas noites em fevereiro de 1208.
Na década de 1660, Sir William Batten, inspetor da marinha, e sua esposa Elizabeth Woodcocke tinham uma casa na Wood Street, onde, de acordo com Samuel Pepys, Batten vivia "como um príncipe" e cultivava um vinhedo. A Vestry House, atualmente o Vestry House Museum, foi usada como a primeira prefeitura.
O influente designer têxtil e artesão William Morris nasceu em Walthamstow em 1834. A mansão georgiana onde ele morou quando era adolescente abriga a Galeria William Morris. Em 1870, Walthamstow havia crescido até atingir o tamanho de um pequeno subúrbio e uma nova prefeitura foi construída na Orford Road, de onde eram administrados os assuntos do vilarejo. Uma nova prefeitura, projetada pelo arquiteto Philip Dalton Hepworth no estilo clássico nórdico, foi construída entre 1938 e 1942.

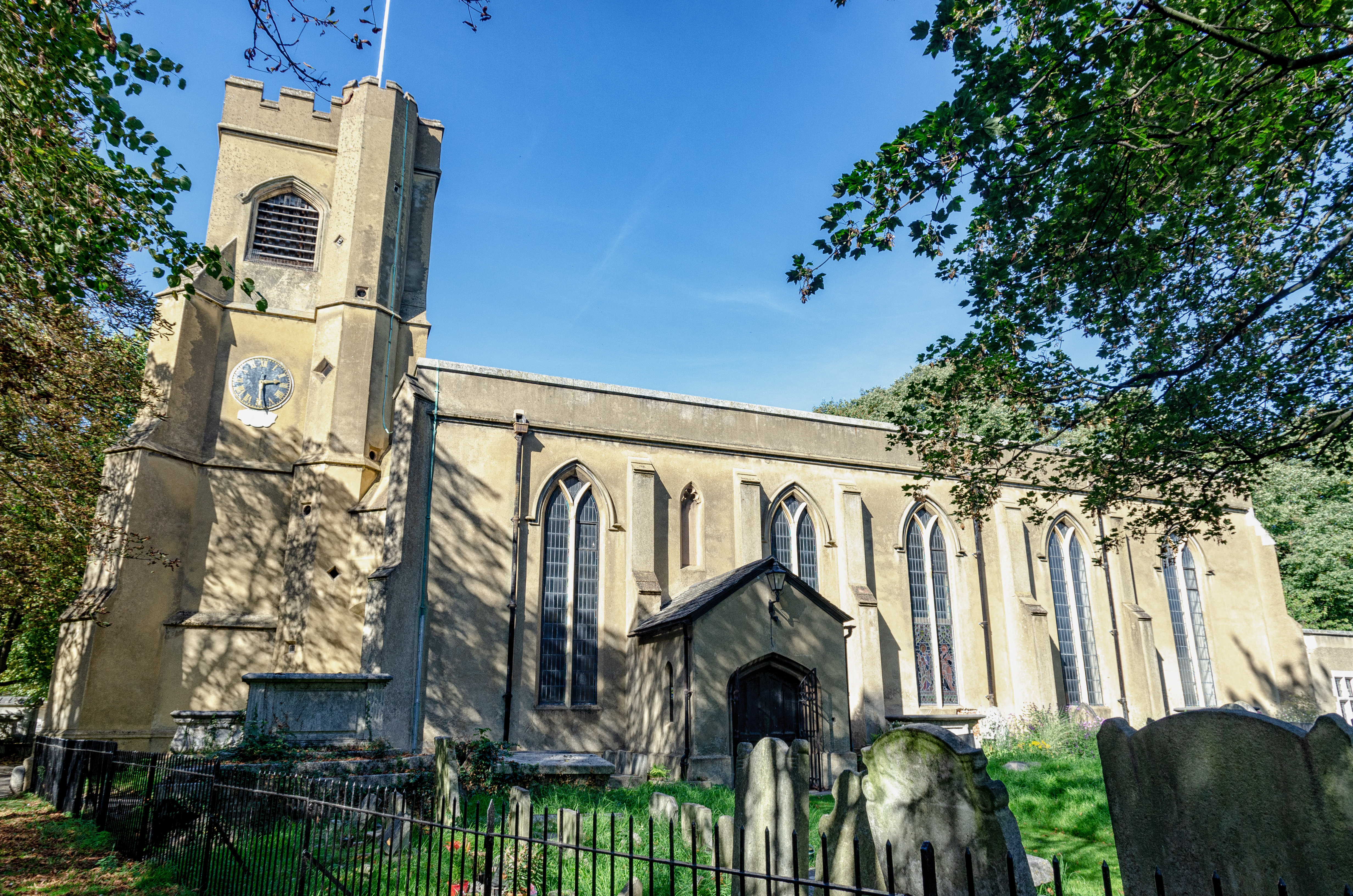
St Mary's Church, o edifício mais antigo de Walthamstow, que data do século XIII

### Desenvolvimento urbano
Até o final do século XIX, Walthamstow era em grande parte rural, com um pequeno centro (atualmente Walthamstow Village) e várias grandes propriedades. A principal rota que atravessava o distrito era a Hoe Street. Havia várias ruas menores cruzando a cidade. A estrada hoje conhecida como Forest Road era originalmente chamada Clay Street. Mais ao sul, a High Street era chamada de Marsh Street e levava do assentamento até os pântanos. A Shernhall Street é uma rota antiga, assim como a Wood Street, a leste.
Com o advento das ferrovias e a consequente suburbanização no final do século XIX, Walthamstow experimentou um grande crescimento populacional e de infraestrutura.
A Igreja Metodista do Farol (Lighthouse Methodist Church), que data de 1893, está situada na Markhouse Road, na esquina da Downsfield Road. Há uma lanterna no topo da torre, que também contém uma escada em espiral. A igreja foi erguida graças à generosidade do capitão David King, da empresa de construção naval Bullard King & Co, que também administrava a Natal Direct Shipping Line, que levava navios diretamente de Londres para Durban sem parar no Cabo da Boa Esperança.

### Avanços no transporte

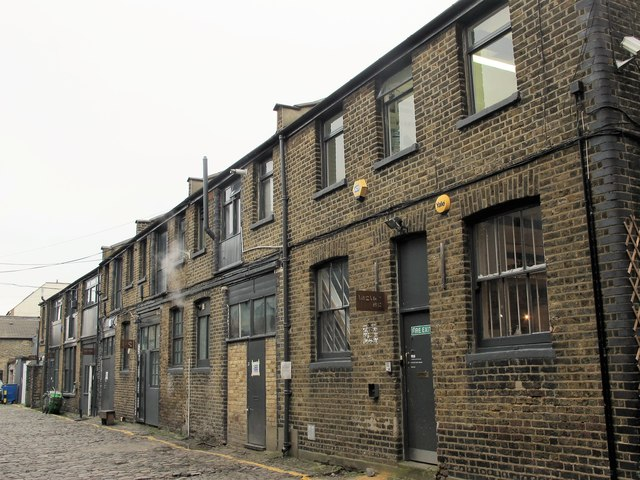
Antiga fábrica de bondes em Hatherley Mews, que data da década de 1880; esses estábulos foram usados para os bondes elétricos de Londres até 1952

Em 1885, John Kemp Starley, originário de Church Hill em Walthamstow, projetou a primeira bicicleta moderna, e em 1892, Frederick Bremer construiu o primeiro automóvel britânico em uma oficina em seu jardim, na Connaught Road. O veículo está em exibição no Vestry House Museum, em Walthamstow.
Os ônibus LGOC tipo X e tipo B foram construídos em Blackhorse Lane a partir de outubro de 1908. O tipo B é considerado um dos primeiros ônibus de produção em massa. A operação de fabricação mais tarde se tornou a AEC, famosa como fabricante de muitos dos ônibus de Londres. Em 13 de junho de 1909, a aeronave de A.V. Roe decolou de Walthamstow Marshes. Foi a primeira aeronave totalmente britânica e recebeu o  apelido de Terror Amarelo ("Yellow Terror"), mas oficialmente recebeu o nome de Avro1. Mais tarde, Roe fundou a empresa de aeronaves Avro, que posteriormente construiu o aclamado Avro Lancaster.

### Estação de energia de Walthamstow
A Walthamstow Borough Corporation havia sido autorizada em 1904 a fornecer eletricidade ao bairro. A estação de energia na Exeter Street tinha três chaminés de tijolos e um conjunto de torres de resfriamento de madeira. Em 1923, a receita do bairro com a venda de eletricidade foi de £109.909. Após a nacionalização do setor de eletricidade em 1948, a propriedade da estação passou para a British Electricity Authority e, posteriormente, para a Central Electricity Generating Board. A CEGB fechou a estação em 1967, quando a eficiência termodinâmica era de 9,30%. Posteriormente, ela foi demolida.

### Governo local
Desde 1894, o burgo municipal de Walthamstow era um distrito urbano e, desde 1929, um burgo municipal em Essex. Em 1931, a população do bairro, que cobria uma área de 4.342 acres, chegou a 132.972 habitantes. Em 1965, o bairro foi abolido e sua antiga área se fundiu com a do burgo municipal de Chingford e do burgo municipal de Leyton para formar o bairro londrino de Waltham Forest na Grande Londres. Outros lugares no leste de Londres, que antes pertenciam ao condado de Essex, como Ilford e Romford, foram integrados aos bairros londrinos junto com Walthamstow. Nenhum dos nomes ou códigos dos distritos postais foi alterado nesse momento (por exemplo, Ilford continuou sendo Ilford, Essex, e Walthamstow continuou sendo London E17).

### História do pós-guerra

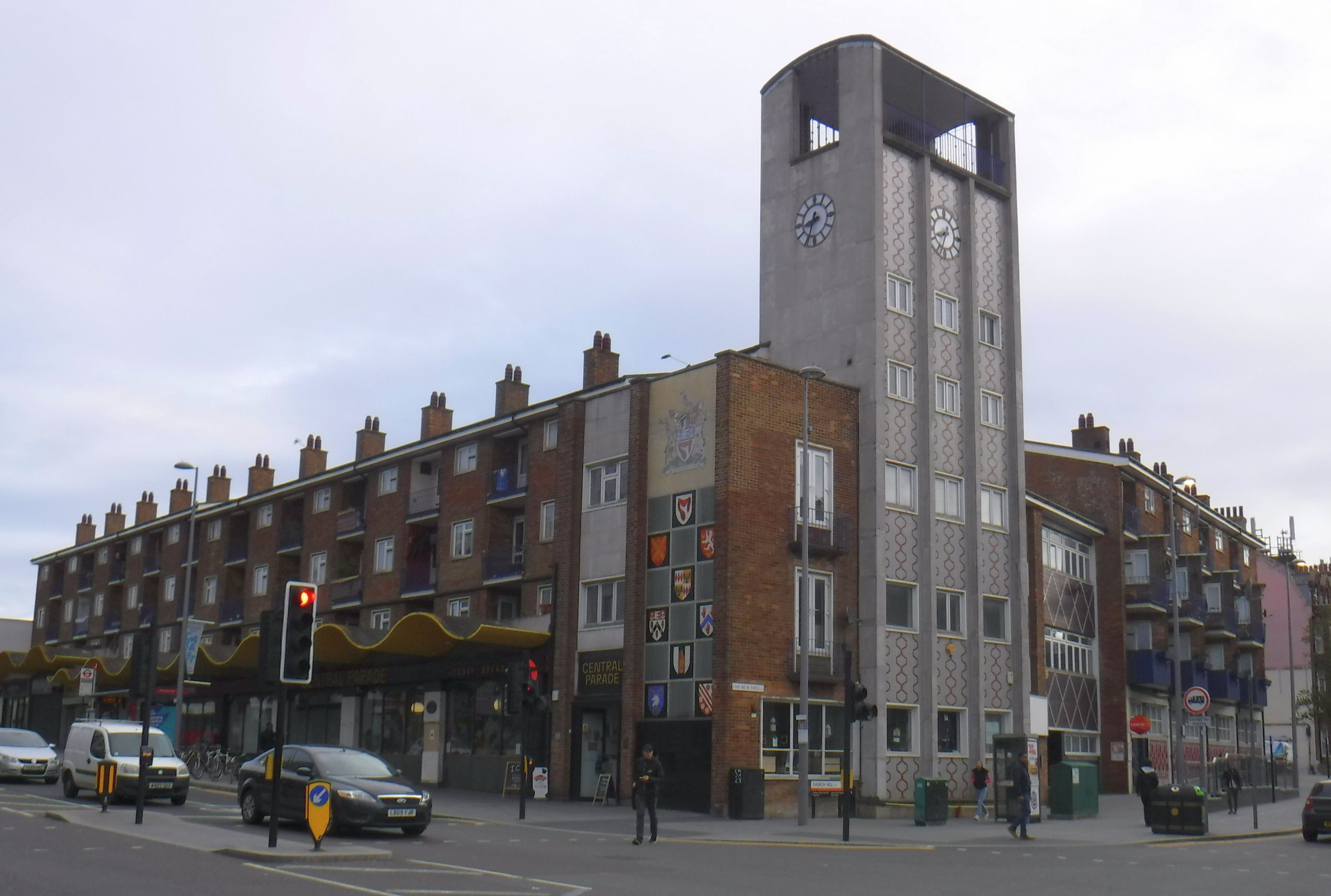
Central Parade, na esquina da Hoe Street com a Church Hill - foi projetada por F. G. Southgate e construída em 1957 no local de um ataque a bomba na época da guerra de 1944 que matou 22 pessoas

Desde os Jogos Olímpicos de Verão de 2012, a cidade tem se tornado cada vez mais popular, principalmente como resultado da gentrificação. Os preços dos imóveis aumentaram a uma alta taxa de 22,3% de 2013 a 2014, em comparação com a média de Londres de 17,8%. Isso transformou Walthamstow em uma cidade "da moda" semelhante a Shoreditch. A Vila de Walthamstow, em particular, tornou-se procurada por compradores.
Em 29 de maio de 2015, um monociclista foi atingido e arrastado por um ônibus de dois andares da rota 212 na Hoe Street. Os moradores locais, cerca de 100 pessoas, ajudaram o monociclista. A parlamentar de Walthamstow, Stella Creasy, disse mais tarde que estava "orgulhosa" da comunidade por salvar a vida do monociclista.

## Governança
Walthamstow elege conselheiros para o Waltham Forest London Borough Council. Fica dentro do distrito eleitoral parlamentar de Walthamstow.

## Geografia e localização

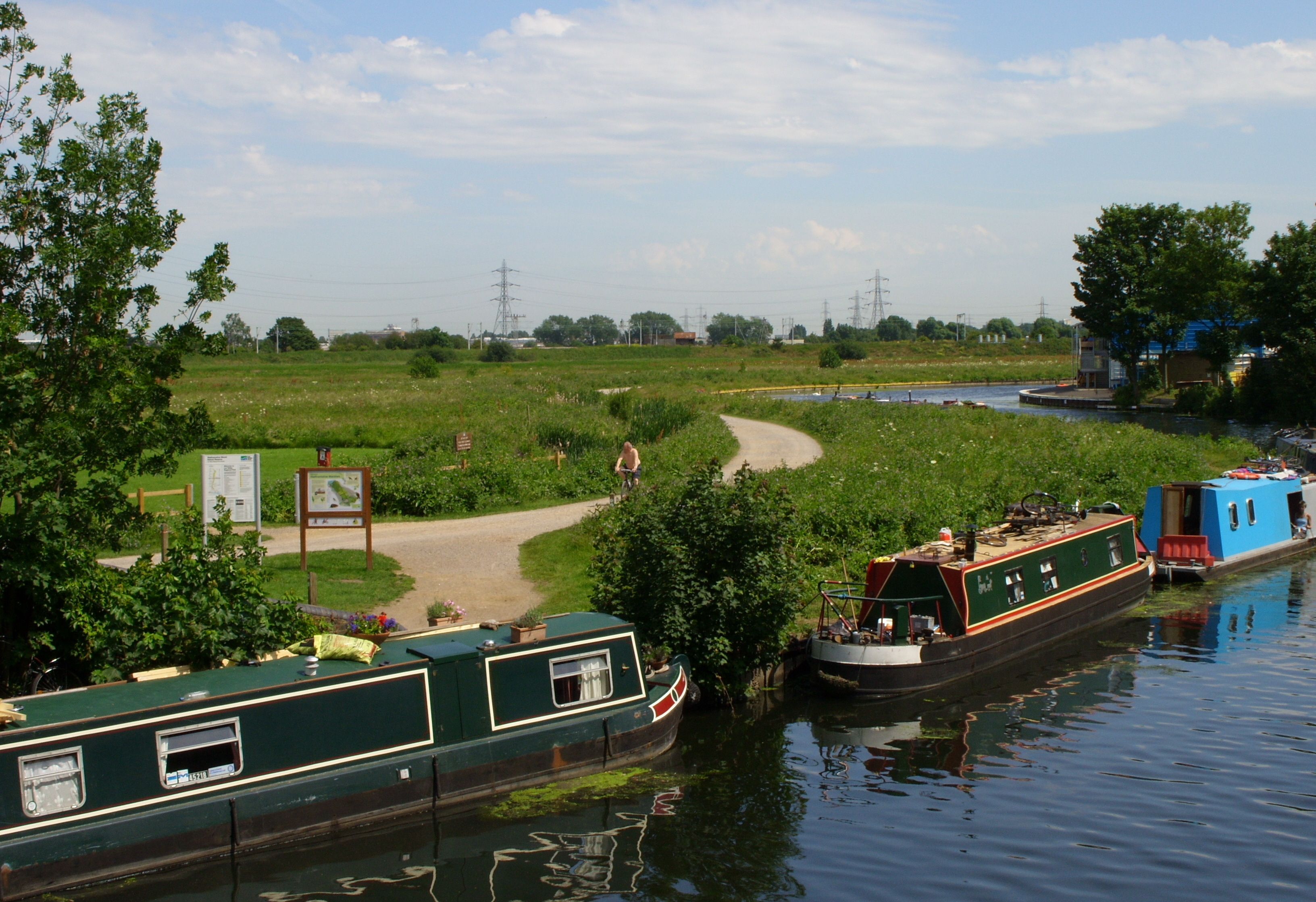
Walthamstow Marshes

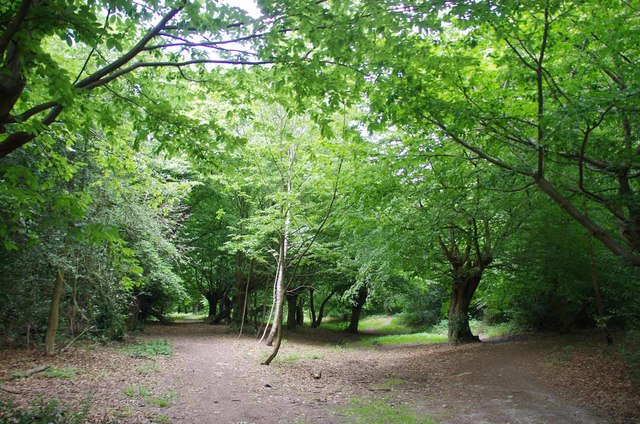
Árvores na Walthamstow Forest, parte da grande Epping Forest

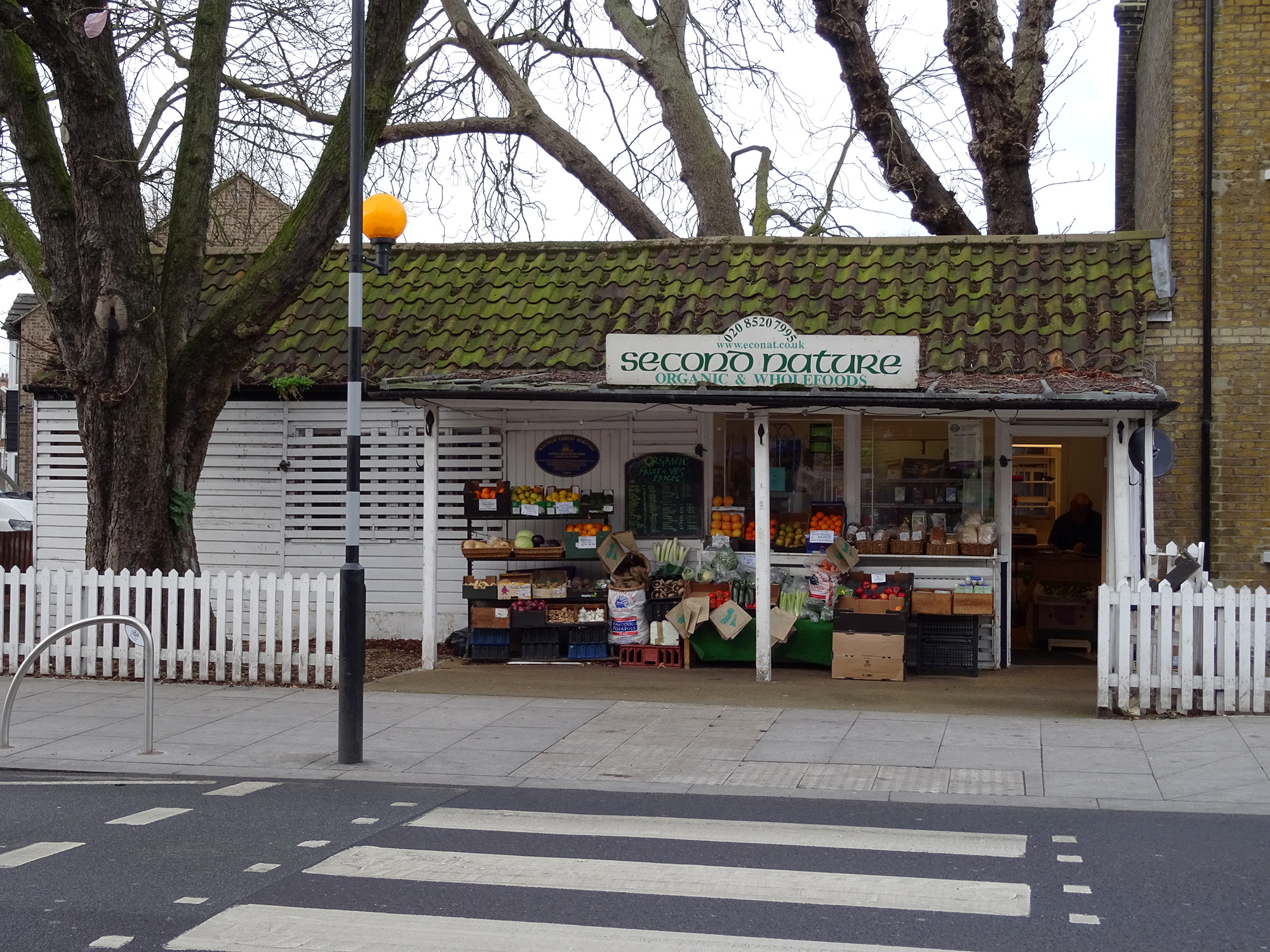
O edifício listado como Grau II do antigo Jones's Butchers Shop na Wood Street. O tronco da Horse Chestnut em Wood Street, uma das Grandes Árvores de Londres (Great Trees of London), está à esquerda da entrada da loja.

Walthamstow faz fronteira ao norte com Chingford e ao sul com Leyton e Leytonstone. Woodford fica a leste, com uma fronteira que passa por Epping Forest, Hackney fica a sudoeste, além de Walthamstow Marshes e do Lea, enquanto Tottenham fica a oeste, do outro lado do rio Lea e da cadeia de reservatórios de Lee Valley. A A112 (Leyton High Road, Hoe Street, Chingford Road, Chingford Mount Rd) passa de sul a norte por Walthamstow e suas cidades vizinhas, fazendo parte de uma antiga rota de Londres a Waltham Abbey. Walthamstow está situada ao sul da North Circular Road. O Walthamstow Central é o principal centro de transporte.
A área de conservação da Vila de Walthamstow é um distrito a leste do que se tornou o centro comercial de Walthamstow. A área fica ao sul da Church Hill, a oeste da Shernhall Street, ao norte da Grove Road e a leste da Hoe Street. A Orford Road é a principal rota que atravessa o distrito, embora seja uma via tranquila para os padrões de Londres. A vila tem uma pequena seleção de lojas especializadas, pubs e restaurantes, e os preços das casas tendem a ser mais altos nas ruas desse bairro. Foi eleito o melhor vilarejo urbano de Londres pela revista Time Out em 2004.
Upper Walthamstow fica a leste da Vila de Walthamstow (Walthamstow Village). A principal via da área é a Wood Street, que tem várias lojas e comércios locais, e é servida pelo metrô de Londres na estação Wood Street, na linha Liverpool Street a Chingford.
Uma das Grandes Árvores de Londres, a Horse Chestnut de Wood Street, está localizada ao lado do antigo Jones's Butchers Shop, um edifício de placas de madeira do final do século XVIII, listado como grau II. Acredita-se que a árvore tenha mais de 175 anos de existência.
A Wood Street abriga o Mercado de Wood Street. O mercado foi o local de um cinema de 1912 a 1955, operado pela Penny Picture Theatre Co. Ele foi reaberto sob nova administração independente em 1953 com o nome de Rio Cinema, mas teve vida curta e fechou em 1955. Atualmente, o mercado está repleto de comerciantes e foi documentado em um pequeno documentário feito por Mark Windows.
Walthamstow tem uma grande variedade de conjuntos habitacionais, mas a grande maioria das propriedades residenciais foi construída no início do século XX. Da Coppermill Lane, no oeste (próxima aos pântanos), à Wood Street, no leste, há milhares de ruas com terraços que datam da era eduardiana e da década de 1920. A área ao longo da Markhouse Road e da St James' Street tem muitos exemplos de propriedades Warner. Essas foram desenvolvidas como moradias econômicas para as classes trabalhadoras no início do século XX. Os bombardeios na Segunda Guerra Mundial e os projetos de renovação urbana nas décadas de 1960 e 1970 deixaram as áreas com moradias mais modernas, a maioria na forma de blocos de concreto baixos.
A continuação norte da Markhouse Road é a St James' Street, à qual segue a Blackhorse Road, servida por estações de metrô e trem, que por sua vez se torna a Blackhorse Lane. Ela é delimitada em seu lado oeste por unidades industriais e armazéns. O bairro londrino de Waltham Forest propôs o desenvolvimento da área ao redor da estação de trem Blackhorse Road para se tornar uma porta de entrada para a cidade.
Embora limitada pelos pântanos a oeste e por partes da Epping Forest a leste, há pouco espaço aberto na cidade. Costumava haver dois espaços comuns na cidade, o Church Common, adjacente à Igreja de Santa Maria (St. Mary's Church), na Vila de Walthamstow (Walthamstow Village), e o Markhouse Common, localizado na Markhouse Lane (atual Markhouse Road) e no que hoje é a extremidade oeste da Queens Road. Ambos os espaços abertos foram perdidos no século XIX, quando a terra foi vendida para incorporadores imobiliários. O Lloyd Park está aberto ao público desde 1900 e está localizado na Forest Road, atrás da Galeria William Morris. Tem um jardim com um lago, e o Aveling Field tem instalações para boliche, tênis, basquete, uma academia ao ar livre, um parque de skate e uma área de recreação infantil.

## Demografia
Walthamstow se aproxima de sete dos distritos eleitorais do bairro londrino de Waltham Forest: Chapel End (parte nordeste), Higham Hill (parte noroeste), High Street (oeste), Hoe Street (interior leste e Walthamstow Village), Markhouse (sudoeste), William Morris (norte) e Wood Street (leste e Upper Walthamstow). O censo de 2011 contabilizou uma população total de 109.424 habitantes em todos esses distritos eleitorais combinados.
De acordo com o censo de 2011, a etnia branca britânica é a maior em todos os distritos. A etnia branca não-britânica é a segunda maior etnia em todos os distritos, exceto em Markhouse. As outras etnias com dois dígitos são paquistaneses e negros africanos. A proporção de minorias étnicas varia de 48,5% em Chapel End a 58,2% em Markhouse.
A expectativa de vida masculina variou de 77,2 anos em Hoe Street a 82,1 anos em Chapel End; a expectativa de vida feminina variou de 82,1 anos em Higham Hill e Hoe Street a 84,8 anos em High Street. Esses dados abrangem o período de 2009 a 2013.
O preço médio das casas em 2014 foi mais alto no distrito de Wood Street (£387.500) e mais baixo no distrito de Markhouse (£324.000).
| Distrito eleitoral | Casas independentes | Casas geminadas | Casas térreas | Flats e apartmentos |
| ------------------ | ------------------- | --------------- | ------------- | ------------------- |
| Chapel End         | 4.9%                | 11.9%           | 55.0%         | 28.3%               |
| High Street        | 3.0%                | 6.9%            | 32.1%         | 58.0%               |
| Higham Hill        | 5.4%                | 15.9%           | 44.3%         | 34.3%               |
| Hoe Street         | 3.2%                | 9.7%            | 25.1%         | 61.9%               |
| Markhouse          | 6.4%                | 10.7%           | 46.3%         | 36.6%               |
| William Morris     | 5.0%                | 9.3%            | 43.0%         | 42.6%               |
| Wood Street        | 3.0%                | 12.9%           | 30.0%         | 54.1%               |

## Economia

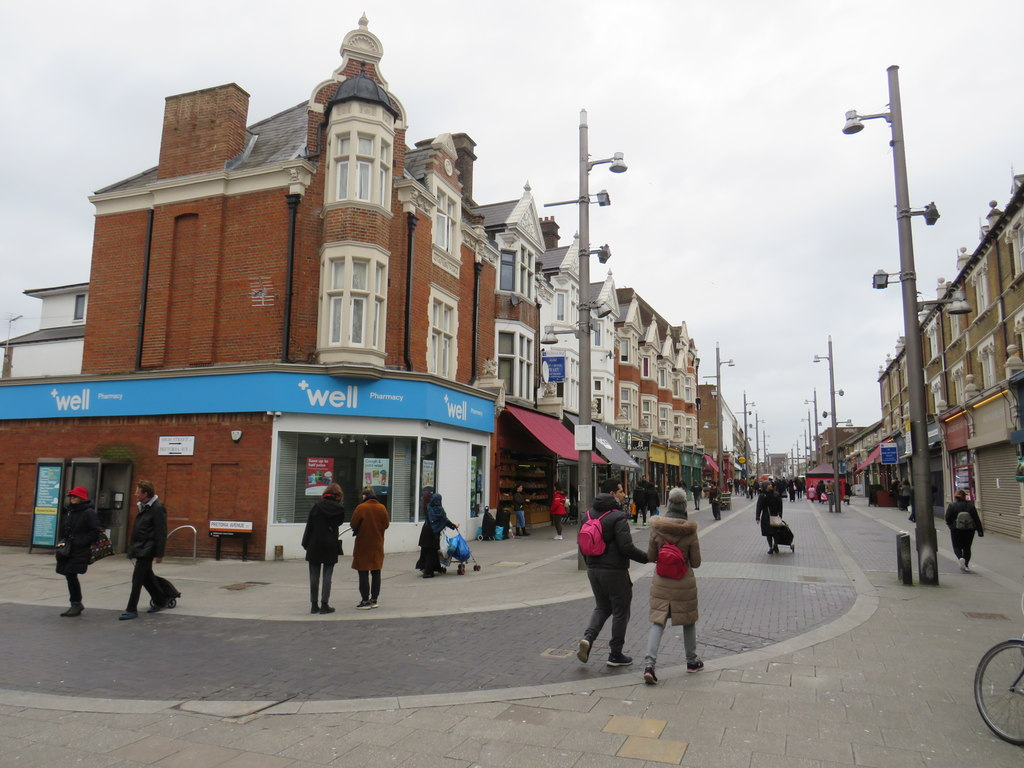
High Street, onde o Mercado de Walthamstow funciona cinco dias por semana

A High Street é dominada pelo Mercado de Walthamstow, que começou em 1885 e ocupa quase toda a rua. É conhecido por ter 1 quilômetro e 600 metros de comprimento, mas na verdade mede um pouco menos. É o mercado de rua mais longo da Europa. O mercado fica aberto cinco dias por semana (não abre domingo e segunda-feira), e há um mercado de produtores rurais aos domingos. A rua é repleta de lojas: uma seleção de lojas de rua, mas também muitas pequenas lojas independentes especializadas em alimentos, tecidos e artigos domésticos, além de cafés. Há dois pontos de desenvolvimento mais recentes: O supermercado Sainsbury's e o shopping center coberto 17&Central (originalmente Selborne Walk, depois The Mall Walthamstow, severamente danificado por um incêndio em 2019 e totalmente restaurado) ambos com grandes estacionamentos de vários andares.
A histórica biblioteca central na High Street foi uma das muitas construídas com dinheiro doado pelo empresário e filantropo escocês-americano Andrew Carnegie, cujo busto pode ser visto na parte externa do edifício. A biblioteca foi danificada por um incêndio em 1982, mas foi modernizada e ampliada entre 2006 e 2007. Ao mesmo tempo, um grande terreno na esquina da High Street com a Hoe Street foi preparado para uma reforma substancial como espaço de varejo. Anteriormente, esse local abrigava a agência central dos correios da cidade e uma galeria comercial construída na década de 1960. Os planos para a reforma desse local inicialmente fracassaram em 2005, mas as obras de um novo cinema, apartamentos e restaurantes começaram em abril de 2013 e foram concluídas em dezembro de 2014. A partir de 2024, há uma reforma atual da praça da cidade e novas casas adjacentes ao shopping center 17&Central, que está sendo ampliado.
A Walthamstow Beer Mile, também conhecida como Blackhorse Beer Mile, é uma atração que consiste em um número crescente de microcervejarias e salas de chope, na Blackhorse Road e na Blackhorse Lane e seus arredores.

## Transporte

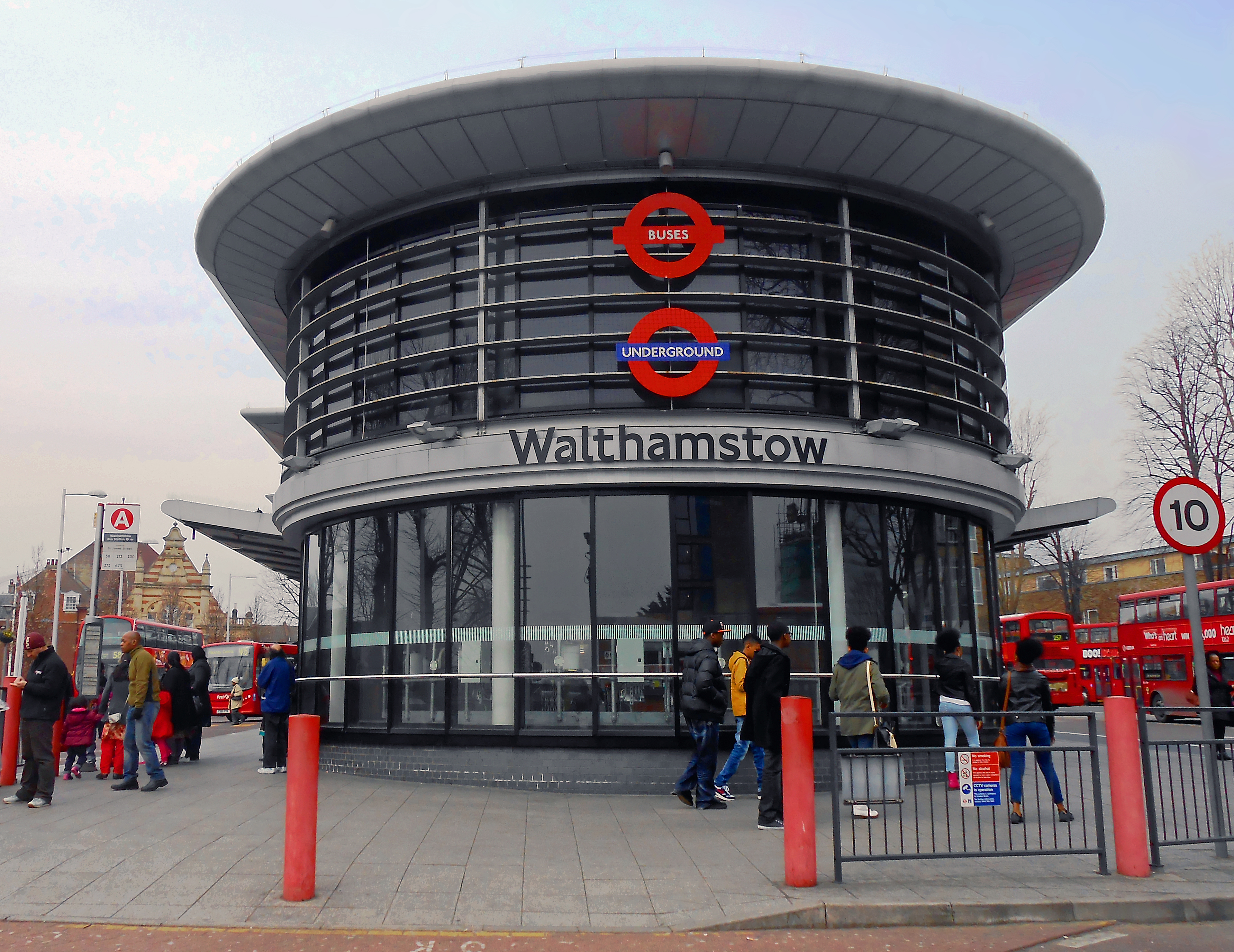
Estações de ônibus e trem da Walthamstow Central

### Ferrovias
Walthamstow é servida por trens das redes London Underground, London Overground e National Rail.
A Walthamstow Central é o ponto de transferência mais movimentado da área. É o terminal norte da linha Victoria do metrô de Londres, que fornece à área uma conexão direta com Tottenham, West End e Brixton. A estação também é servida pelos serviços do London Overground entre a estação Liverpool Street e Chingford, via Hackney Downs.
Há um ponto de transferência fora da estação com a Walthamstow Queen's Road, que faz parte do London Overground, entre as estações Gospel Oak e Barking.
A estação Blackhorse Road está localizada a oeste de Walthamstow; ela também é servida por trens da linha Victoria e trens do London Overground entre Gospel Oak e Barking.
Outras estações incluem St James Street e Wood Street, no London Overground entre Liverpool Street e Chingford.
A estação Lea Bridge também está próxima, servida por trens da companhia Greater Anglia entre Stratford e Bishop's Stortford, via Tottenham Hale e Harlow, com conexões para a estação do Aeroporto de Stansted.
Todas as estações de trem da área estão na zona tarifária 3 de Londres, exceto a Wood Street, que está na zona 4.

### Ônibus
As rotas 20, 34, 55, 58, 69, 97, 123, 158, 212, 215, 230, 257, 275, 357, 675, SL1, SL2, W11, W12, W15, W16, W19 e as rotas noturnas N26, N38 e N73 da London Buses atendem a área.
A estação de ônibus de Walthamstow fica próxima à estação Walthamstow Central, ao longo da Selborne Road.

### Rodovias
Várias vias passam por Walthamstow e ligam o distrito a outras áreas de Londres e do leste da Inglaterra.
Ao norte, a via A406 (North Circular) passa de leste a oeste ao redor de Walthamstow. A estrada liga o distrito a Ilford, à M11 (para o Aeroporto de Stansted) e ao Aeroporto da Cidade de Londres, a leste. A oeste, a North Circular passa por Edmonton, Finchley e Brent Cross a caminho de Chiswick. A rota encontra as autoestradas M1 e M4 (para os aeroportos de Luton e Heathrow).
A sudeste da vizinha Leytonstone, a via A12 (Eastern Avenue) leva o tráfego para o nordeste em direção à autoestrada M25, Romford e destinos em Essex e Suffolk. A sudoeste, a via A12 passa ao redor de Stratford e Hackney Wick antes de terminar em Poplar.
Outras rotas incluem:
- A104 (Lea Bridge Road) - sudoeste para Lea Bridge e Clapton, nordeste para a A406 (North Circular), Buckhurst Hill e Epping Forest.

- A112 (Hoe Street/Chingford Road) - sentido sul para Leyton, Stratford e Aeroporto da Cidade de Londres, sentido norte para a A406 (North Circular), Chingford e Waltham Abbey.

- A1006 - no sentido norte-sul, passando por Walthamstow e sendo conduzida pela Church Road, Markhouse Road, St James' Street e Blackhorse Road.

- A503 (Forest Road) - passa por Walthamstow no sentido leste-oeste, desde a A406 (North Circular), no leste, até Tottenham, Holloway e Camden Town, no oeste.

#### Poluição do ar
O bairro londrino de Waltham Forest monitora os níveis de dióxido de nitrogênio (NO2) nas calçadas e na beira das estradas em Walthamstow.
Ao norte de Walthamstow, na rotatória Crooked Billet (North Circular), há um local de monitoramento automático que registrou uma concentração média de NO2 de 61,1μg/m3 (microgramas por metro cúbico) em 2017. Isso não atende ao Objetivo Nacional de Qualidade do Ar do Reino Unido definido pelo Departamento de Meio Ambiente, Alimentação e Assuntos Rurais em 40μg/m3.
Locais alternativos de monitoramento à beira da estrada ao longo da Hoe Street e da Selborne Road também não atingiram o Objetivo Nacional de Qualidade do Ar do Reino Unido, com um tubo de difusão na Selborne Road registrando uma concentração média anual de NO2 de 61,0μg/m3.

### Ciclovias
A Transport for London (TfL) e o bairro londrino de Waltham Forest fornecem o planejamento cicloviário em Walthamstow. Em 2014, os ciclistas representavam aproximadamente 8,41% do tráfego geral em todo o bairro e, no mesmo ano, o bairro recebeu o subsídio "Mini Holland" do prefeito de Londres para melhorar a infraestrutura e as ciclovias em Walthamstow.
As ciclovias incluem:
- Quietway 2 - começa em Walthamstow Central e segue por ruas de pouco tráfego até Bloomsbury, passando por Walthamstow Marshes, Clapton, Hackney Central, Angel e Clerkenwell. A rota é ininterrupta e sinalizada, mas indireta.[39]

- Ciclovia Lea Bridge Road - de Leytonstone a Clapton via Lea Bridge. A rota segue em uma ciclovia segregada paralela à via A104.[38]

- Ciclovia Forest Road - de Walthamstow a Tottenham em ciclovias e trilhas adjacentes à via A503.[38]

O caminho do rio Lea também está próximo, o que proporciona uma ligação direta e sem tráfego para bicicletas de Walthamstow Marshes a Hackney Wick e Stratford, ao sul, e Tottenham Hale, Enfield Lock, Hertford e Harlow, ao norte. O caminho também leva a National Cycle Route 1 (NCR 1), uma rota ininterrupta e sinalizada de Dover às Ilhas Shetland, que no norte de Londres leva os ciclistas de Canary Wharf a Enfield Lock via Victoria Park e Walthamstow Marshes. A rota é um caminho de uso compartilhado mantido pela Canal and River Trust e pela Sustrans.

## Cultura moderna
- Walthamstow foi o lar da popular boy band East 17 dos anos 1990, que ganhou esse nome em homenagem ao código postal da área, E17, e intitulou seu álbum de estreia como Walthamstow.

- A arte do álbum Parklife, do Blur, apresentava fotos da banda no Estádio de Walthamstow (Walthamstow Stadium).[42]

- O cantor Jimmy Ray cresceu na área de Lloyd Park e frequentou a escola primária Winns e as escolas secundárias Sidney Chaplin e McEntee. No início da década de 1990, ele se apresentou em vários locais da área E17, incluindo o Royal Standard, como parte do grupo pop local "The Cutting Room". Mais tarde, Ray teve sucessos solo no Reino Unido e nos Estados Unidos.

- Importante centro da cena musical grime de Londres, com muitos quartos de estúdio e empresas de música underground. Entre os artistas estão Lethal Bizzle e sua banda Fire Camp.

- A música "Poppy Bird", do Bromheads Jacket, faz referência a Walthamstow no refrão.

- A Small Wonder Records estava localizada na Hoe Street no final dos anos 70 e início dos anos 80. Ela produziu os primeiros discos do The Cure, Crass, Cockney Rejects, The Cravats e Bauhaus. O proprietário Pete Stenett fechou a loja e a gravadora em 1982, mas ela foi "reconstruída" mais adiante na Hoe Street para o 40º aniversário do punk da área E17 em 2016.

- Mencionada na música "Old Siam, Sir", de Paul McCartney & Wings, do álbum Back to the Egg, de 1979.

- "Long ago, outside a chip shop in Walthamstow" é a primeira frase de uma música chamada "Ann and Joe", gravada pelo The Barron Knights no final da década de 1970. Essa era uma paródia de "Long ago, high on a mountain in Mexico", a letra inicial de "Angelo", que foi um sucesso número um no Reino Unido em 1977 para a banda Brotherhood of Man.

- "Waiting in Walthamstow" é uma música da banda The Cranberries do álbum Roses.

- A faixa "Battle of Epping Forest", do Genesis, no álbum Selling England by the Pound, tem letra baseada na área, como na frase "Along the Forest Road, there's hundreds of cars - luxury cars."

- A banda de rock indie The Rifles e a banda de rock The Bevis Frond.

### Arte urbana
Os vínculos de Walthamstow com William Morris e com a arte levaram a um número crescente de obras de arte urbana e murais pintados em prédios públicos. Alguns exemplos de arte urbana em Walthamstow são mostrados abaixo:

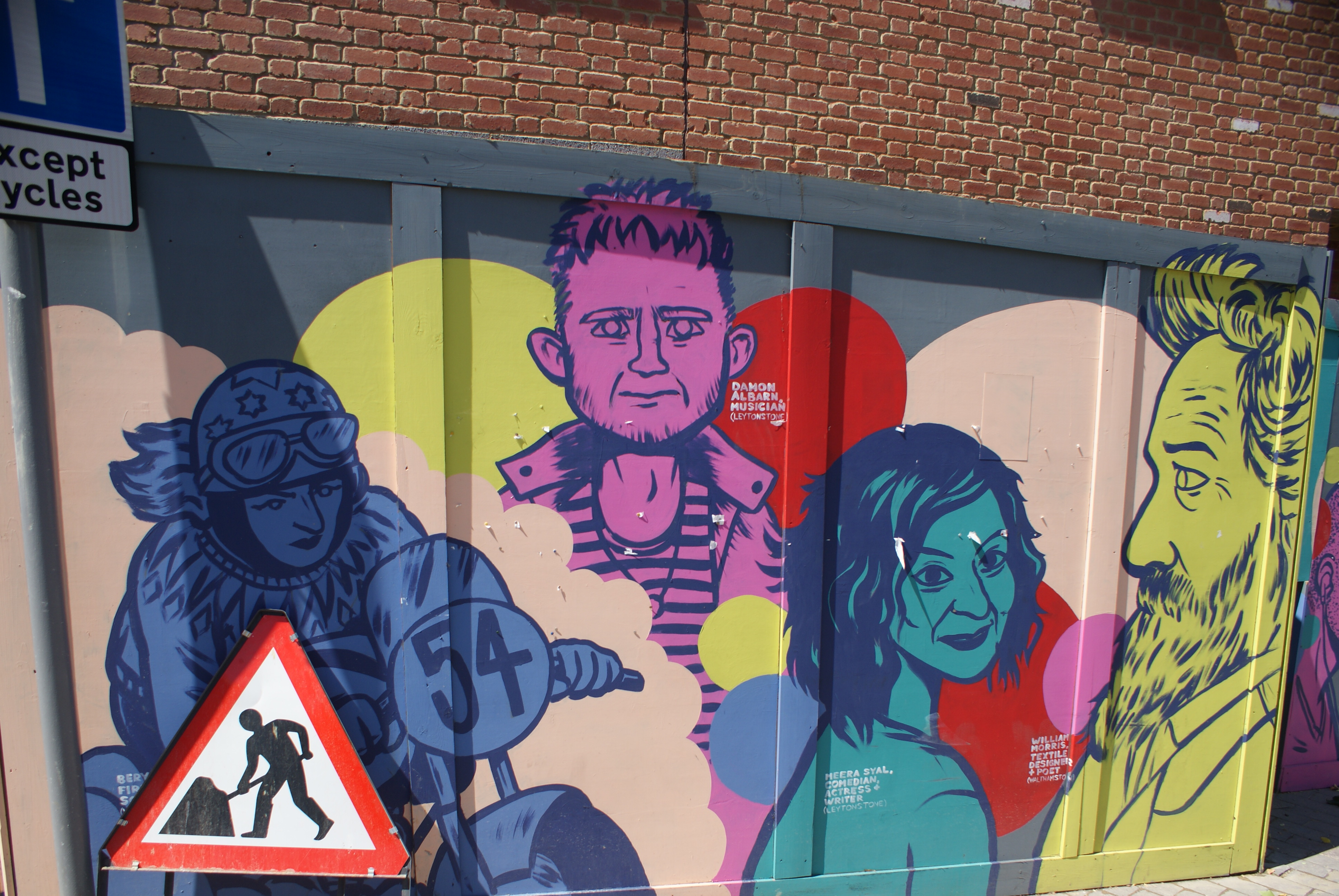
Hawthorne Road
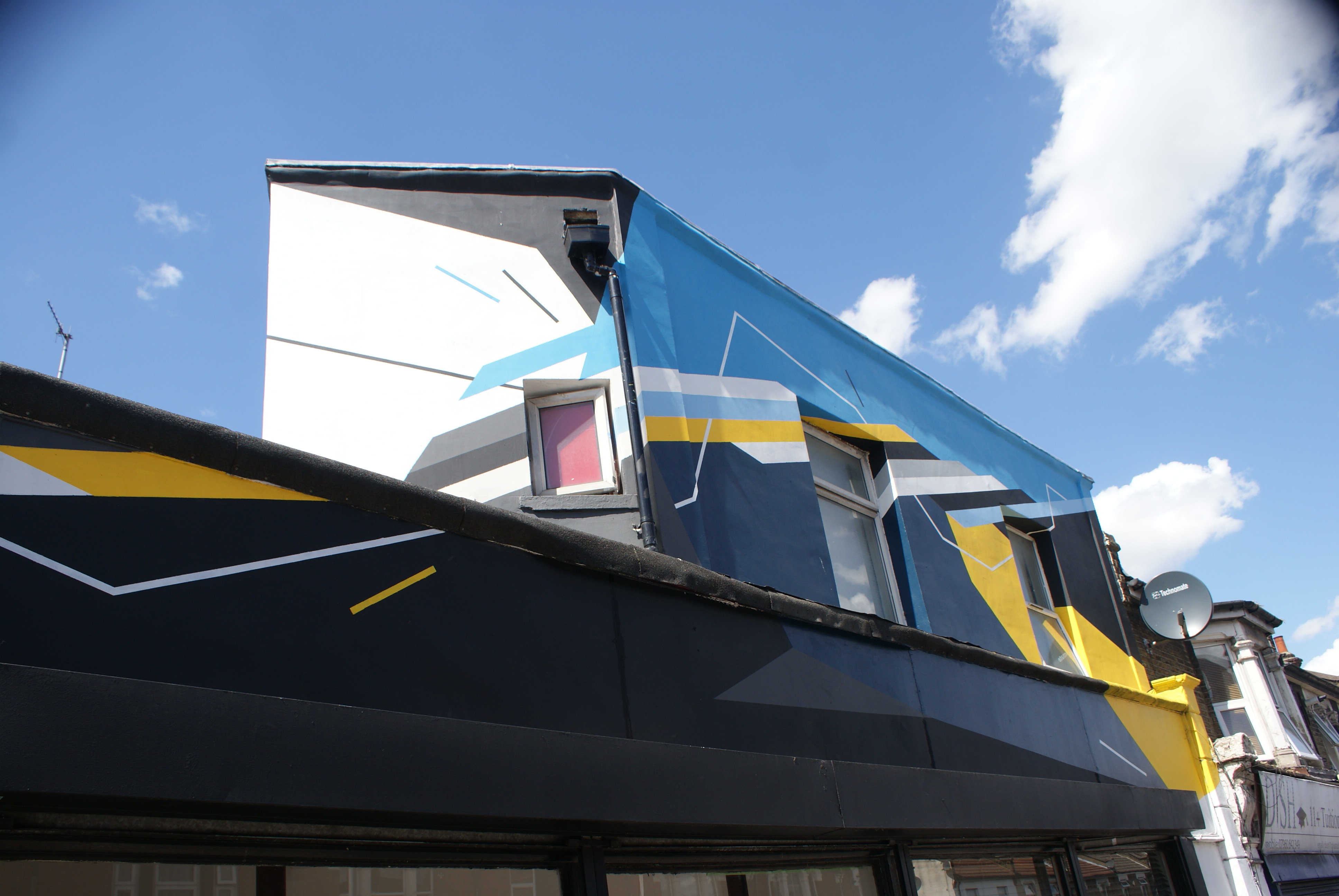
Chingford Road
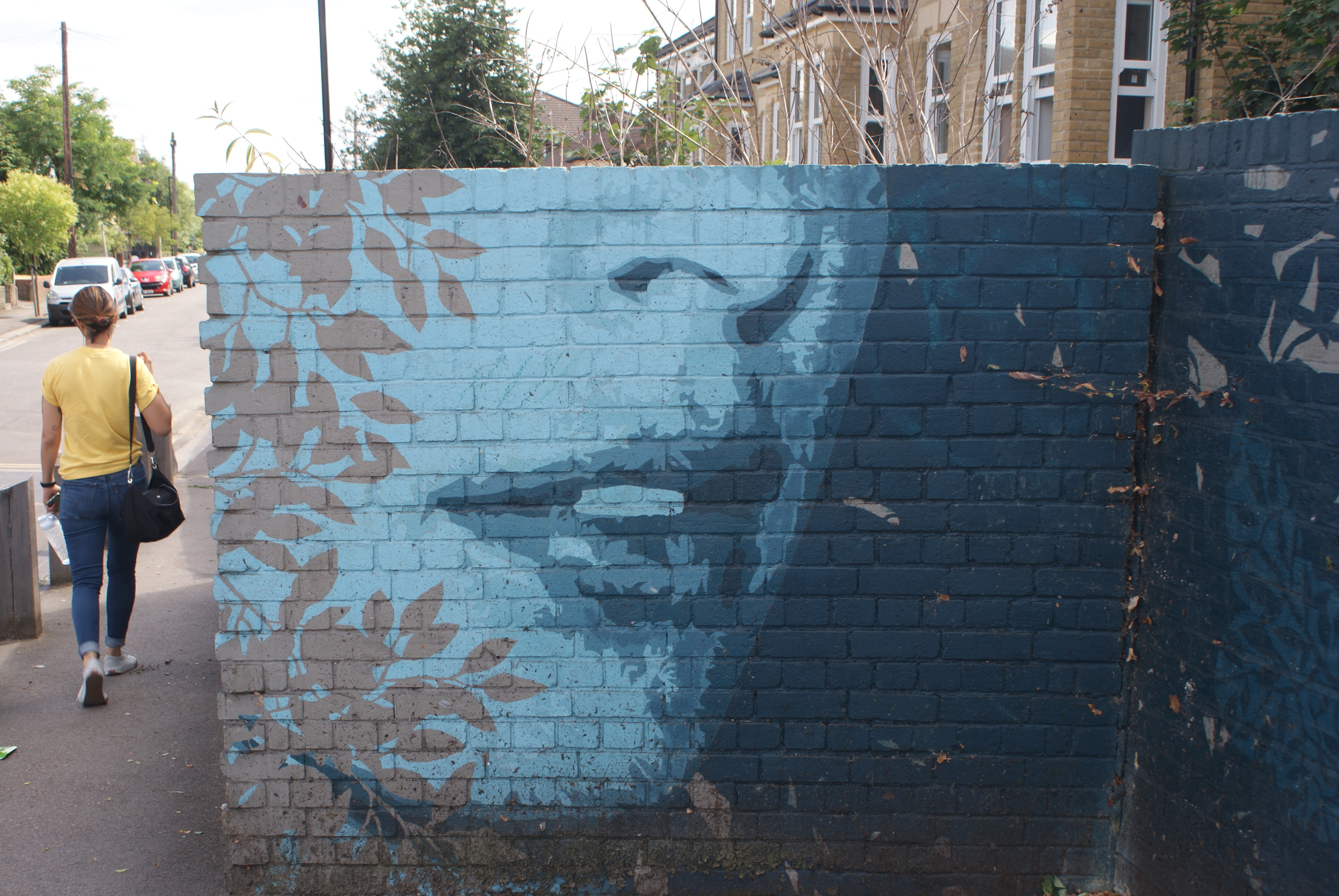
West Avenue
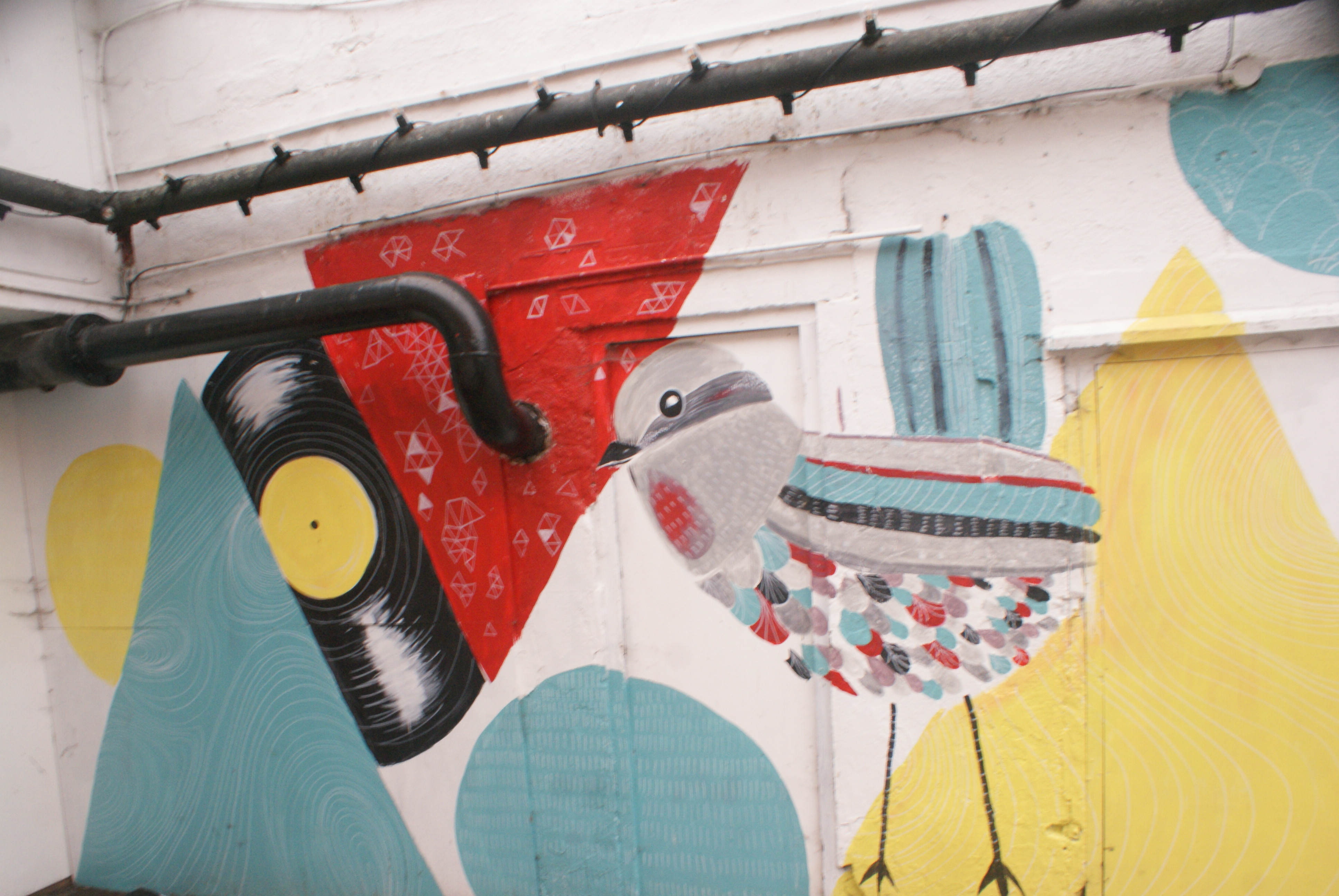
Hoe Street
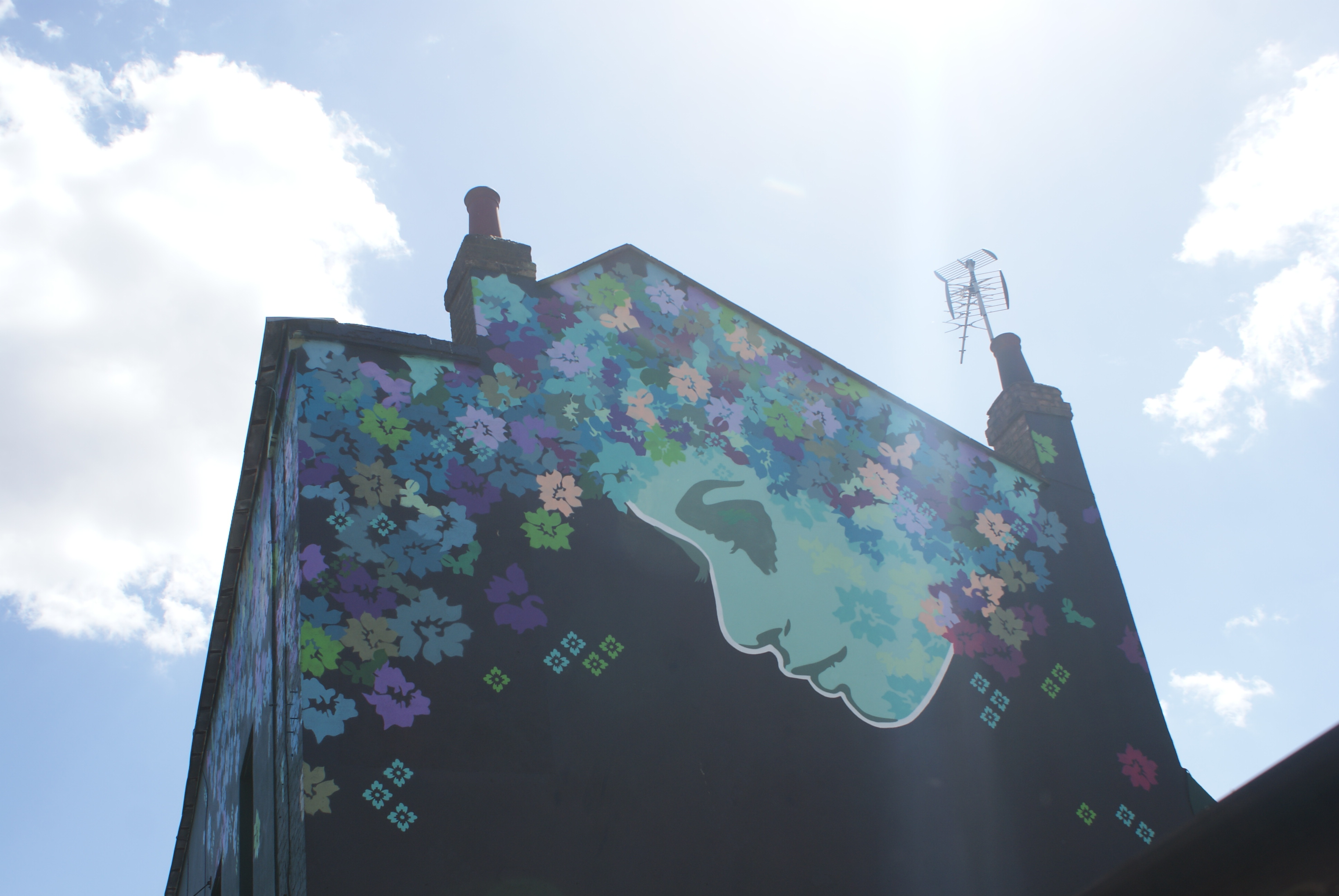
Wood Street
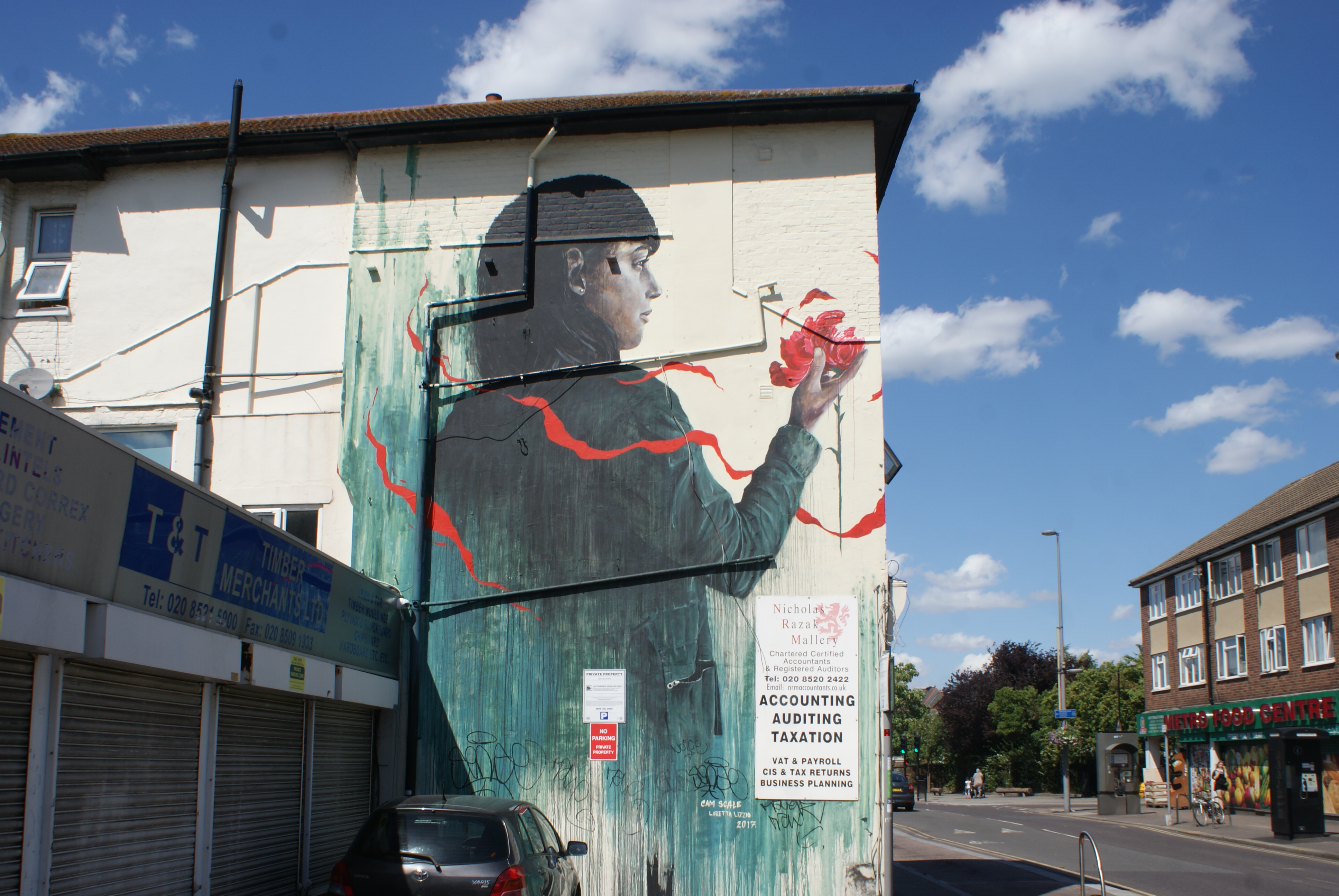
Wood Street
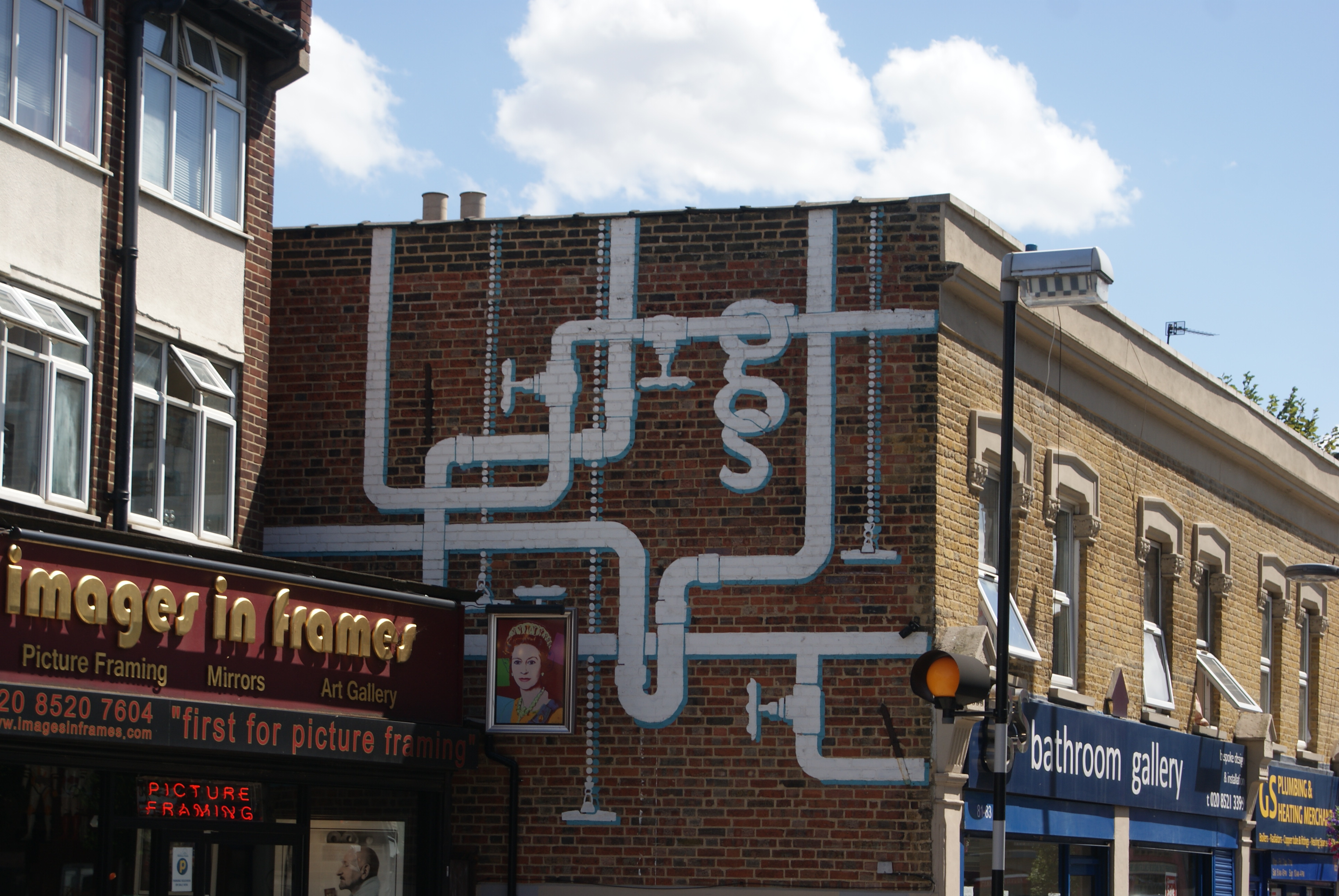
Wood Street

### Cinema

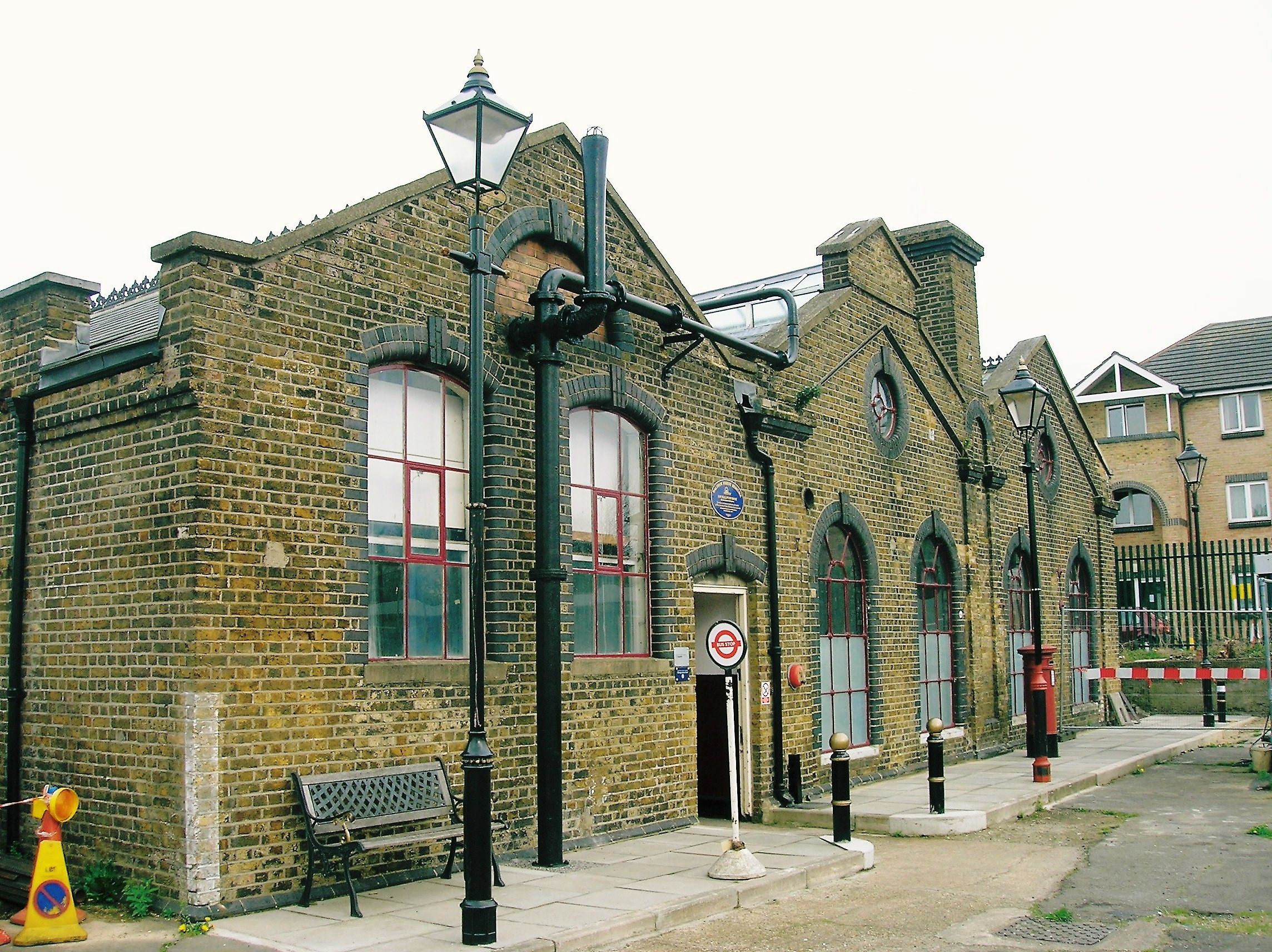
O Museu Walthamstow Pumphouse, um edifício listado como Grau II.

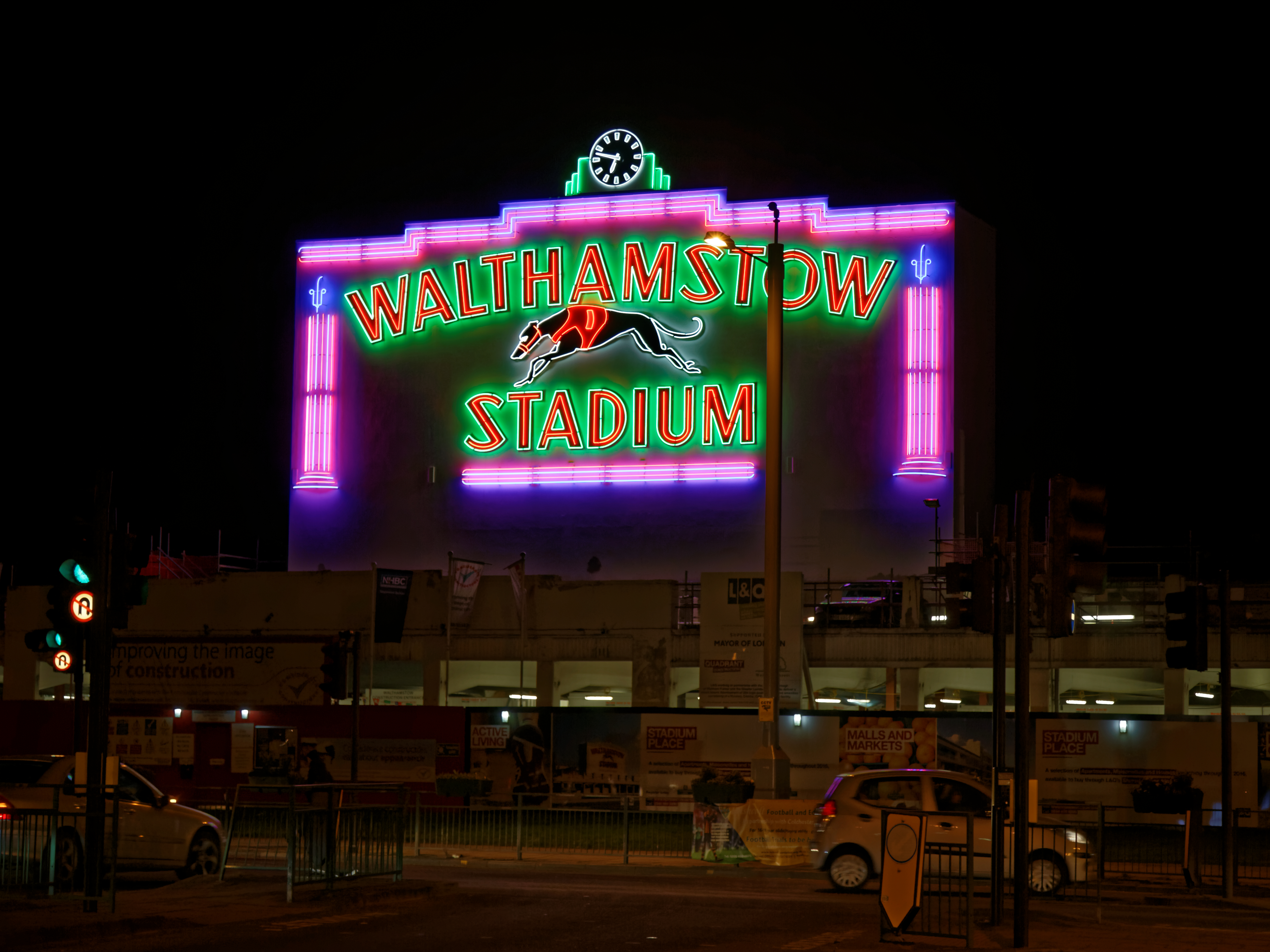
O recém-restaurado letreiro de neon do Estádio de Walthamstow em 2016

Um dos primeiros estúdios de cinema britânicos, o Walthamstow Studios, funcionou na área entre 1914 e 1930.
O EMD (Granada) Walthamstow (anteriormente Granada) é um prédio de cinema listado como Grau II na Hoe Street. O cinema também funcionou como local de música ao vivo, com shows de The Beatles, The Rolling Stones, John Coltrane, Little Richard, Gene Vincent, Jerry Lee Lewis, Alex Paterson, Johnny Cash, James Brown, The Who, Roy Orbison e Buddy Holly. Fechou em 2003, quando foi vendido para a Igreja Universal do Reino de Deus (IURD), que solicitou permissão para mudar seu uso para local de culto.
Muitos membros da comunidade local se opuseram e fizeram uma campanha bem-sucedida contra os planos da IURD. O comediante e apresentador Griff Rhys Jones, o ator Paul McGann e o escritor Alain de Botton estavam entre os nomes famosos que apoiaram os residentes locais, pedindo à autoridade local que interrompesse os planos de converter o prédio em uma igreja.
A Waltham Forest Film Society and Campaign to Save Our Cinema foi o ponto focal dos ativistas locais.
A Igreja Universal do Reino de Deus (IURD) não conseguiu obter permissão de planejamento para converter o edifício do Conselho de Waltham Forest e, posteriormente, do então Secretário de Estado para Comunidades e Governo Local, Eric Pickles. Em 2014, o edifício foi vendido a uma empresa de pubs que montou um bar no hall de entrada e o colocou novamente em uso como local de eventos. Em 2019, o Conselho de Waltham Forest comprou o antigo auditório com a intenção de abri-lo como um local de entretenimento em 2022.
O cinema Empire, foi inaugurado em dezembro de 2014 no Mercado de Walthamstow (Walthamstow Market). Fechou em 7 de julho de 2023. Posteriormente, o cinema foi seriamente destruído e todas as telas quebradas durante uma rave ilegal em setembro de 2023.

### Clubes esportivos
- Walthamstow F.C.

- Walthamstow Avenue F.C. (clube extinto localizado no Estádio Green Pond Road)

- Walthamstow Avenue & Pennant

- Waltham Forest Hockey Club

- Haringey & Waltham Development F.C.

- Walthamstow Cricket Club[51]

## Educação

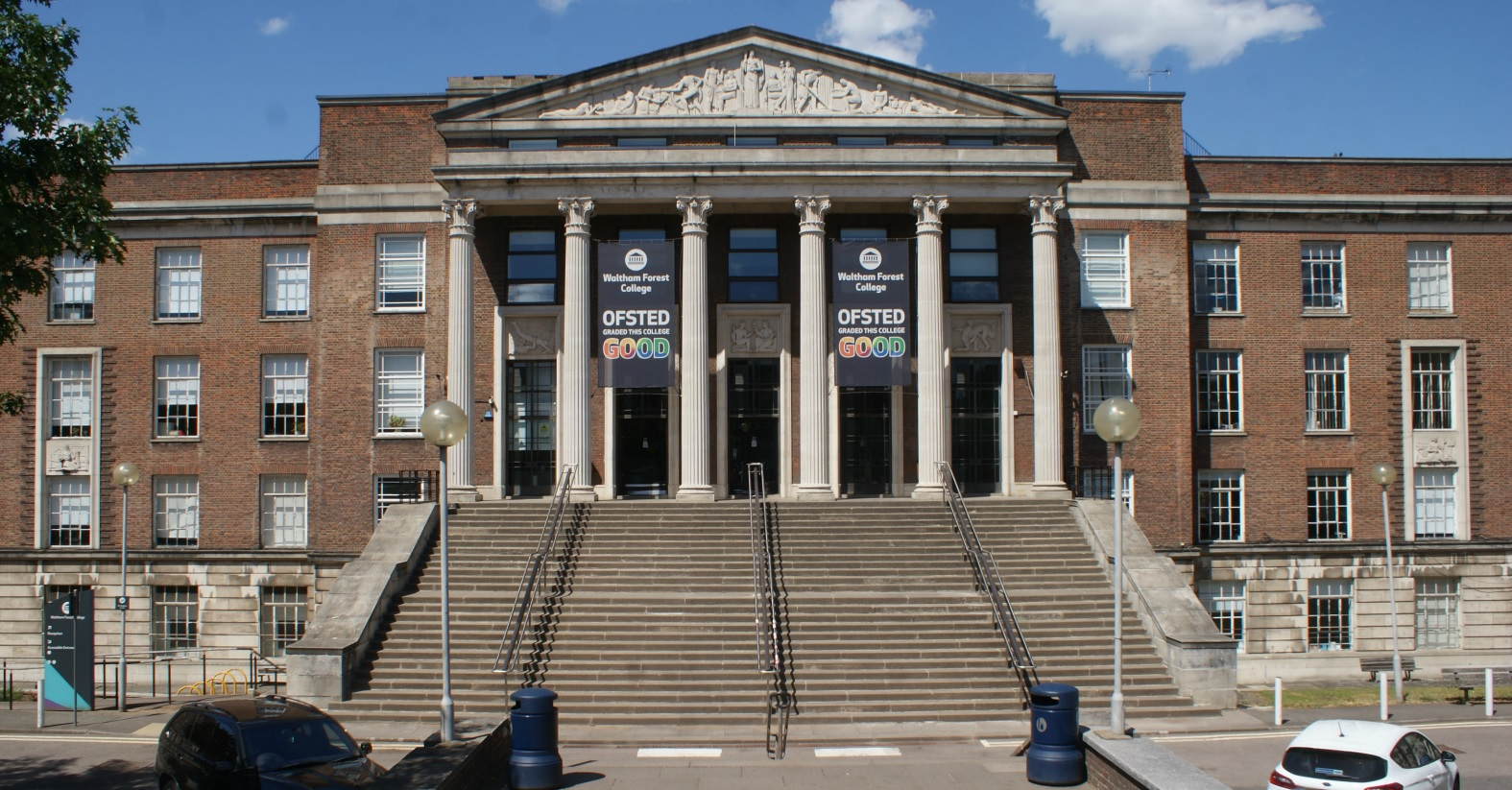
Entrada da Faculdade de Waltham Forest (Waltham Forest College)

As escolas secundárias de Walthamstow incluem:
- Escola Frederick Bremer School (Frederick Bremer School)

- Escola Forest School (Forest School)

- Escola Católica Holy Family (Holy Family Catholic School)

- Escola Kelmscott (Kelmscott School)

- Academia de Walthamstow

- Escola para Meninas de Walthamstow (Walthamstow School for Girls)

- Escola Willowfield (Willowfield School)

As instituições de ensino superior incluem:
- Academia Big Creative (Big Creative Aacademy)

- Faculdade Sir George Monoux (Sir George Monoux College)

- Faculdade de Waltham Forest (Waltham Forest College)

## Veículos de comunicação
As notícias locais são fornecidas pelo East London & West Essex Guardian (anteriormente Waltham Forest Guardian). A sitcom Him & Her, da BBC Three, foi filmada em Walthamstow.

## Residentes notáveis
Um de seus moradores mais famosos foi o escritor, poeta, designer e socialista William Morris, que nasceu em 24 de março de 1834 e viveu lá por vários anos. Sua antiga casa em Walthamstow é um museu dedicado à sua vida e obras, enquanto o terreno da casa é um parque público (Lloyd Park em Forest Road).
- Naomi Ackie, atriz, frequentou a Walthamstow School for Girls.
- Keith Albarn, gerente do Soft Machine e pai de Damon Albarn, foi professor de arte na Walthamstow Art College nos anos 1960.
- Sonita Alleyne, Mestre do Jesus College, Cambridge.
- Clement Attlee, membro do Parlamento de Walthamstow enquanto era primeiro-ministro.
- Edward Middleton Barry, arquiteto, formado em uma escola particular em Walthamstow.
- Sir William Batten (falecido em 1667), inspetor da marinha, tinha uma casa de campo "palaciana" em Walthamstow; seu filho, que estava muito endividado, vendeu-a alguns anos após sua morte.
- Stephen Bear, astro de reality show da TV.
- Steve Bell (cartunista), cartunista, nasceu em Walthamstow.
- Alonza Bevan, baixista do Kula Shaker.
- Lethal Bizzle, artista de Rap/Grime[52] e parte do grupo de rap Fire Camp, frequentou a Holy Family Catholic School.
- Denis Blackham, renomado engenheiro de masterização de música.
- Peter Blake, artista, pintou a capa do álbum dos Beatles Sgt. Peppers Lonely Hearts Club Band.
- Leonard Borwick, pianista de concerto, nascido em 1868.
- Matthew Bourne, coreógrafo e dançarino, nasceu em Walthamstow.
- Mick Box, guitarrista do Uriah Heep, nascido em Walthamstow.
- Theodore Ronald Brailey, pianista do RMS Titanic.
- Frederick Bremer, engenheiro e inventor, construiu o primeiro carro movido a gasolina na Grã-Bretanha entre 1892 e 1894 (atualmente em exibição no Vestry House Museum).
- David Cairns, guitarrista do Secret Affair, nasceu em Walthamstow em 1958.
- Alexander Champion, pioneiro na pesca de baleias no Reino Unido, falecido em 1795 em Walthamstow.
- Anjem Choudary, extremista islâmico.
- Phil Collen, guitarrista principal do Def Leppard.
- Stella Creasy, deputada trabalhista.
- Iain Dale, radialista.
- Sir John Dankworth, músico de jazz, que frequentou a Sir George Monoux Grammar School.
- Christopher Martin Davis, patinador de gelo búlgaro, mora em Walthamstow.
- Paul Di'Anno, vocalista do Iron Maiden entre 1978-1981.
- Adam Devlin, guitarrista do the Bluetones, mora em Walthamstow.
- Benjamin Disraeli, ex-primeiro-ministro britânico, frequentou a Higham Hill School em Walthamstow, assim como William Shore, mais tarde pai de Florence Nightingale.
- Ian Dury, cantor e compositor, estudou na Walthamstow Art College.
- Fleur East, cantora e finalista do The X Factor (segunda colocada), frequentou a escola católica Holy Family.[53]
- East 17, boy band pop britânica, incluindo o cantor e compositor Brian Harvey.
- Sir George Edwards, projetista do Concorde.
- Mabel Elliott, censora britânica que descobriu um espião alemão durante a Primeira Guerra Mundial.
- Joe Ellis-Grewal, jogador de críquete.
- Lucian Ercolani, fundador da empresa de móveis Ercol, morava em 27 Claremont Road, Walthamstow, no censo de 1911.
- Jody Fleisch, lutador profissional inglês, estreou em 1996 e ainda luta em todo o mundo.
- Nick Gentry, retratista, vive e trabalha em Walthamstow.[54]
- Sky Marshal Kenneth Charles Michael Giddings, nascido em Walthamstow em 1920.
- Thomas Field Gibson, fabricante que ajudava os tecelões de seda de Spitalfields, morou na Elm House.
- Maurice Glasman, teórico social e membro do Partido Trabalhista.
- Eleanor Graham, editora de livros e autora de livros infantis, nascida em Walthamstow.
- Peter Greenaway, diretor de cinema, estudou no Walthamstow College of Art.
- Daisy Greville, Condessa de Warwick, herdeira da propriedade Maynard e de Shern Hall, onde morou por pouco tempo após a morte de seu pai.[55]
- Fitz Hall, jogador de futebol inglês aposentado, nasceu em Walthamstow.
- Darren Hayman, cantor e compositor, ex-morador.
- Lorde Peter Hennessy de Nympsfield, ex-jornalista do The Times; historiador, acadêmico e autor.
- James Hilton, autor, frequentou a George Monoux Grammar School.
- Helen Hollick, escritora, nascida em Walthamstow em 1953.
- Mick Hume, jornalista.
- Condessa Judith, esposa do Valdevo da Nortúmbria.
- Harry Kane, jogador de futebol, frequentou a Chingford Foundation School.
- Colin Kazim-Richards, jogador de futebol, nasceu em Leytonstone, mas estudou em Walthamstow.
- Jane Lomax-Smith, política e médica australiana; nasceu e cresceu em Walthamstow.
- Agnes Marshall, empresária da gastronomia inglesa, nascida em Walthamstow em 1855.
- Sir George Monoux, Lord-Prefeito de Londres em 1514 e benfeitor local.
- William Morris, designer, socialista e artista.
- Fabrice Muamba, jogador de futebol, frequentou a Kelmscott School.
- Lutalo Muhammad, atleta britânico de taekwondo, ganhou uma medalha de prata nos Jogos Olímpicos de 2016, frequentou a Holy Family Catholic School.
- Denis Payton, saxofonista do Dave Clark Five, nasceu em Walthamstow em 1943.
- Grayson Perry, ceramista e ganhador do Turner Prize de 2003, teve seu estúdio em Walthamstow até 2014. Ele se referiu a Walthamstow em suas palestras de 2013, chamando-a de "Awesomestow”.
- Pascale Petit, poeta, indicada duas vezes para o prêmio de poesia TS Eliot.
- Ernie Phypers (1910-1960), jogador de futebol profissional.
- Fred Pontin, proprietário de acampamento para colônia de férias.
- Jimmy Ray, artista musical, nascido em Walthamstow em 1970.
- Danny Robins, escritor e artista de comédia, radialista e jornalista.[56]
- Ken Russell, diretor de cinema, estudou no Walthamstow Technical College.
- Nick Saloman, músico de rock progressivo.
- June Sarpong, apresentadora de televisão, nascida em Walthamstow em 1977.
- Patricia Scotland, Procuradora Geral da República, cresceu em Walthamstow e frequentou a Walthamstow School for Girls.
- Vivian Stanshall, músico, pintor, cantor, radialista, compositor, poeta e escritor, mais conhecido por seu trabalho com a Bonzo Dog Doo-Dah Band, cresceu em Grove Road, Walthamstow.
- John Kemp Starley, inventor, nascido em Walthamstow em 1854.
- Colin Stinton, ator nascido no Canadá.
- Beryl Swain (1936-2007), motociclista, primeira mulher a competir na corrida TT da Ilha de Man.
- Thomas Griffith Taylor (1890-1963), explorador na Antártida.
- Ron Todd (1927-2005), líder sindical.
- Lawrence Trent, mestre e comentarista internacional de xadrez.
- Leicester Tunks (1880-1935), barítono e ator, nascido em Walthamstow.
- Nicola Walker, ator, frequentou a Forest School.
- Peter Waterfield, mergulhador olímpico.
- Dorothy Wedderburn, diretora do Bedford College e do Royal Holloway and Bedford New College, ambos da Universidade de Londres, nasceu em Walthamstow em 1925.
- Geoffrey Wellum, piloto de caça da RAF na Batalha da Grã-Bretanha, nasceu em Walthamstow em 1921.
- Danniella Westbrook, atriz.
- Sir Robert Wigram, 1° Baronete, construtor naval e deputado.
- Timothy Williams, romancista bilíngue de ficção policial, viveu em Whipps Cross.
- Peter Winch, filósofo.
- Eric Wolf, antropólogo marxista, estudou na Forest School.
- Adam Woodyatt, ator inglês que interpreta Ian Beale em EastEnders, nascido em Walthamstow em 1968.
- Mina Zdravkova, patinadora de gelo búlgara, mora em Walthamstow.

## Galeria

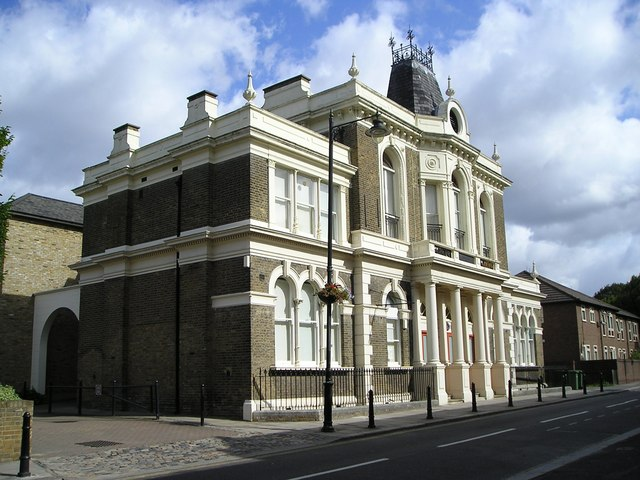
Old Town Hall, Walthamstow, agora sede do I-Kuan Tao No Reino Unido
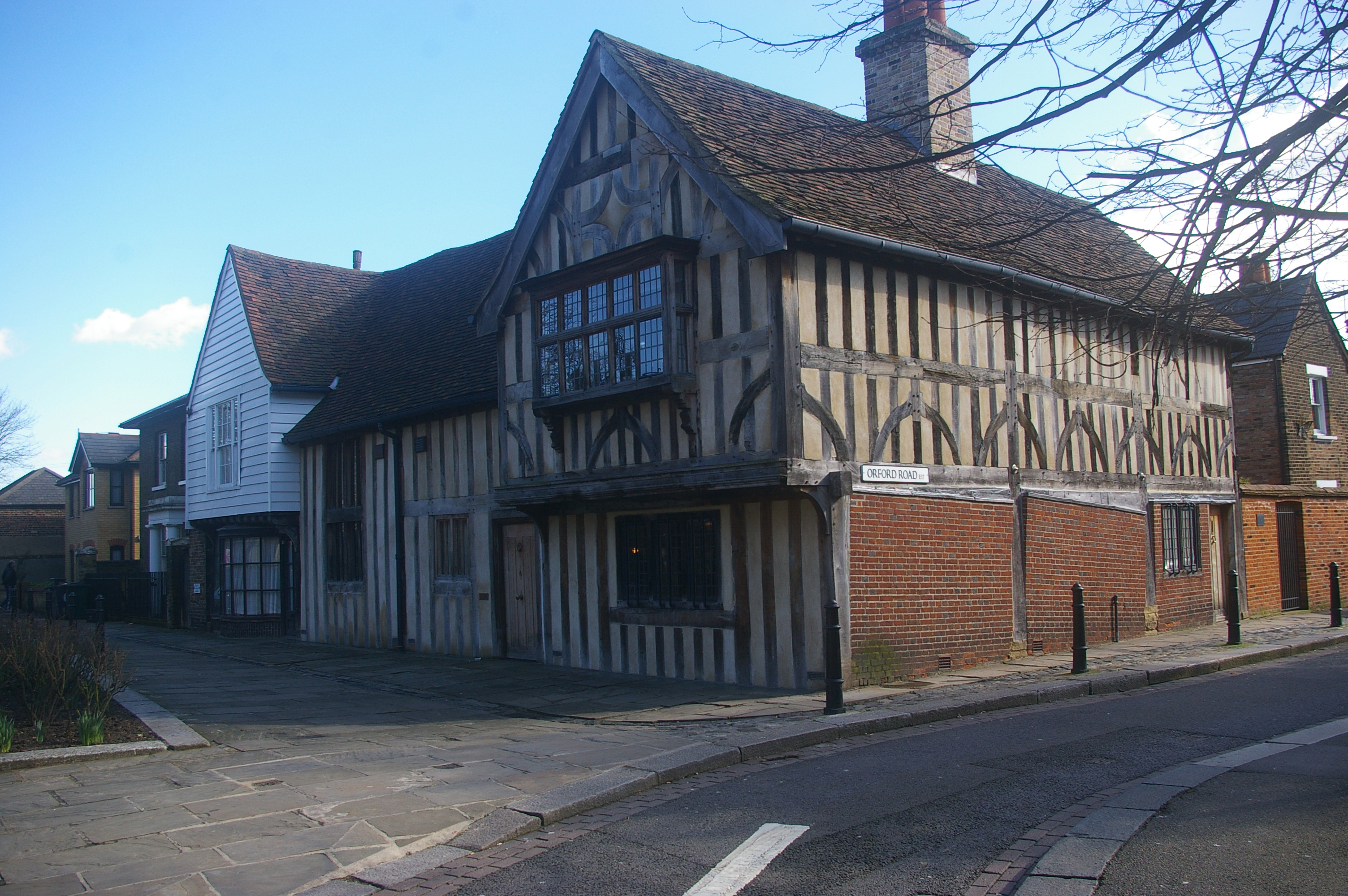
"Ancient House" do século XV no vilarejo de Walthamstow
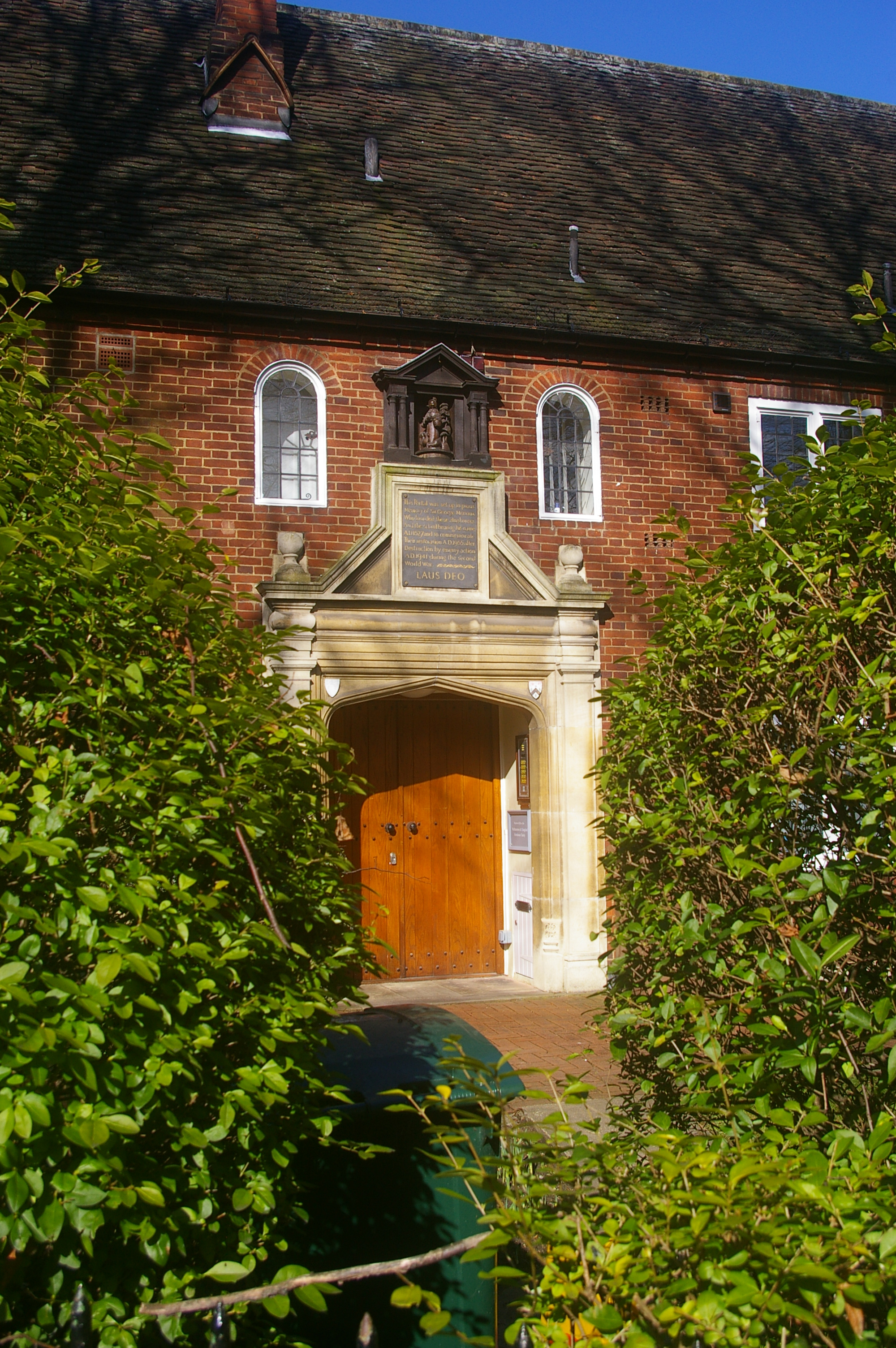
Monoux Almshouses na vila
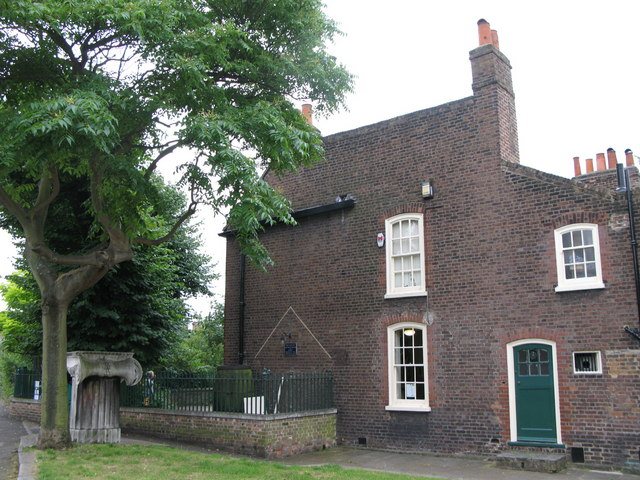
Museu Vestry House
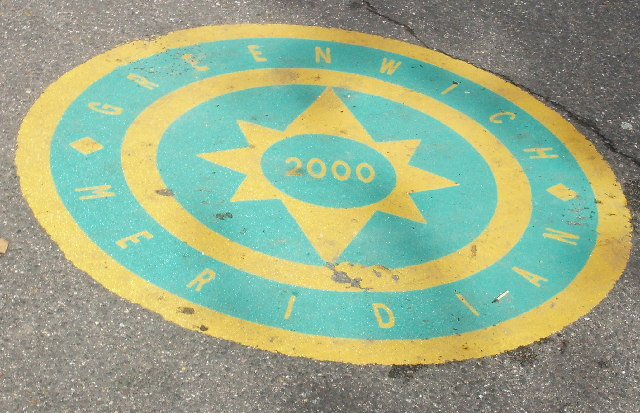
Marco zero em Upper Walthamstow Road
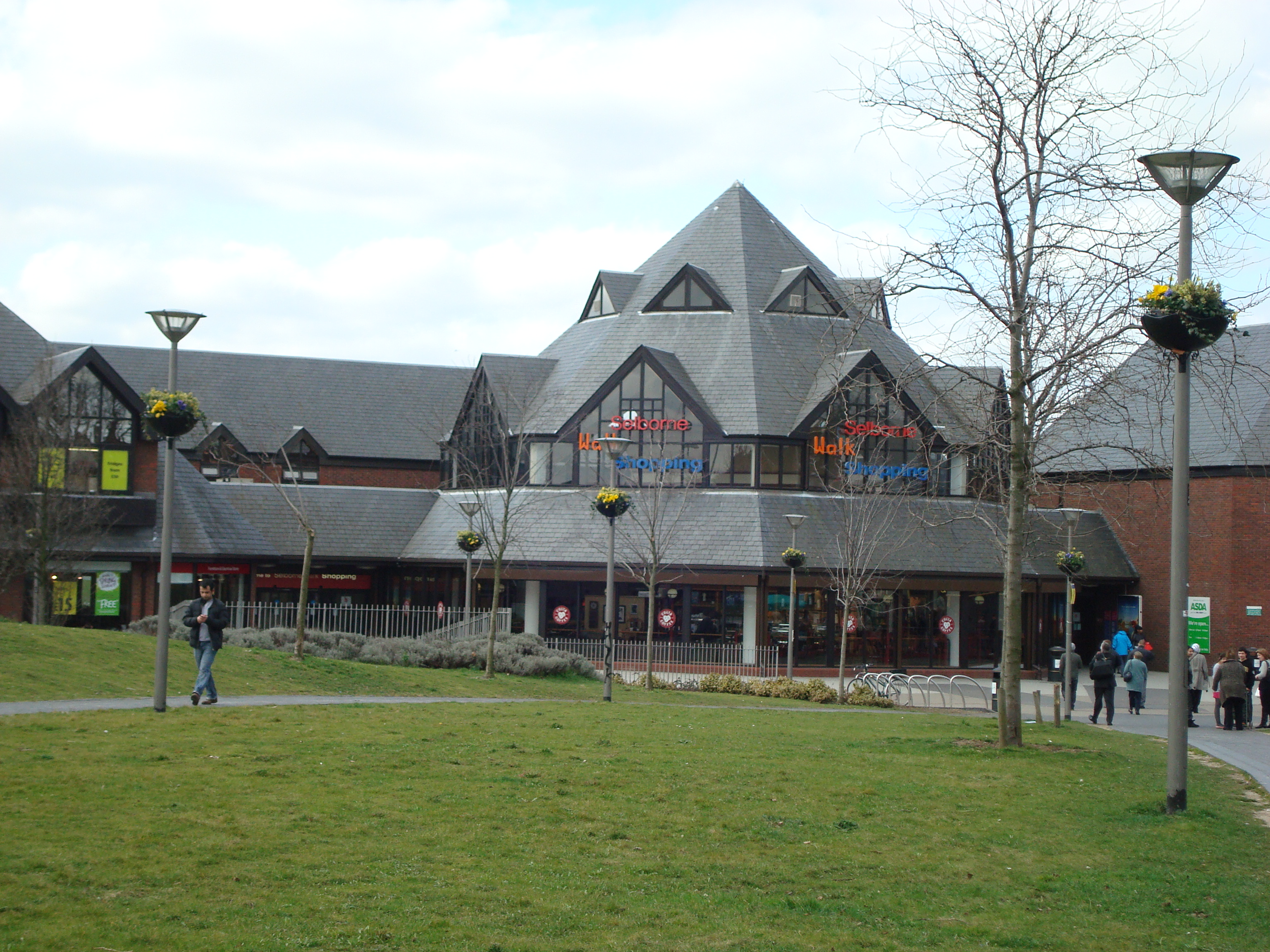
O shopping center 17&Central antes das obras de construção em 2010
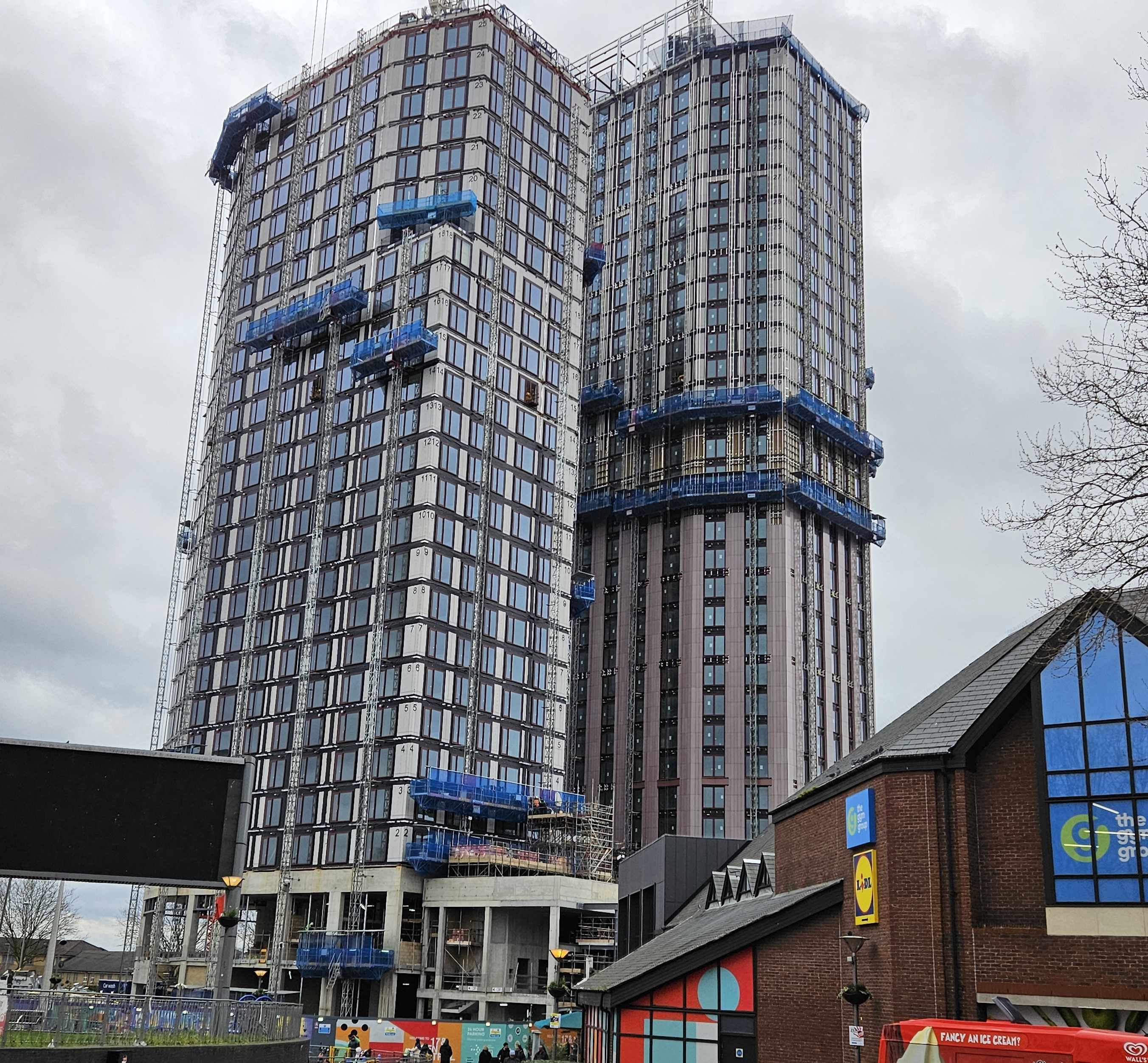
Novas casas em construção ao lado do shopping center 17&Central em 2024
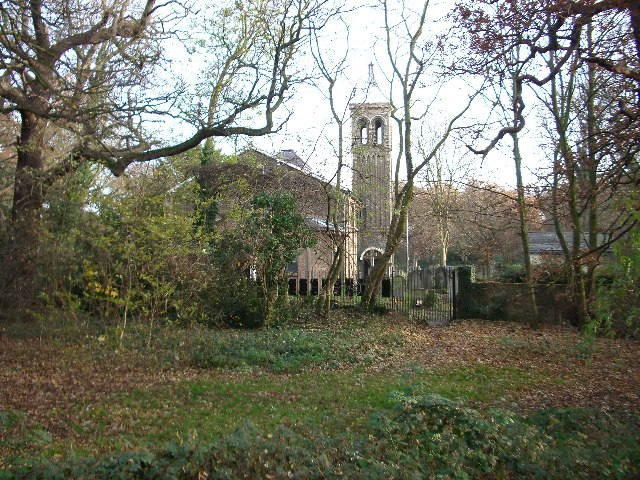
Igreja de St. Peter's-in-the-Forest, perto da Woodford New Road, no extremo sul da Epping Forest
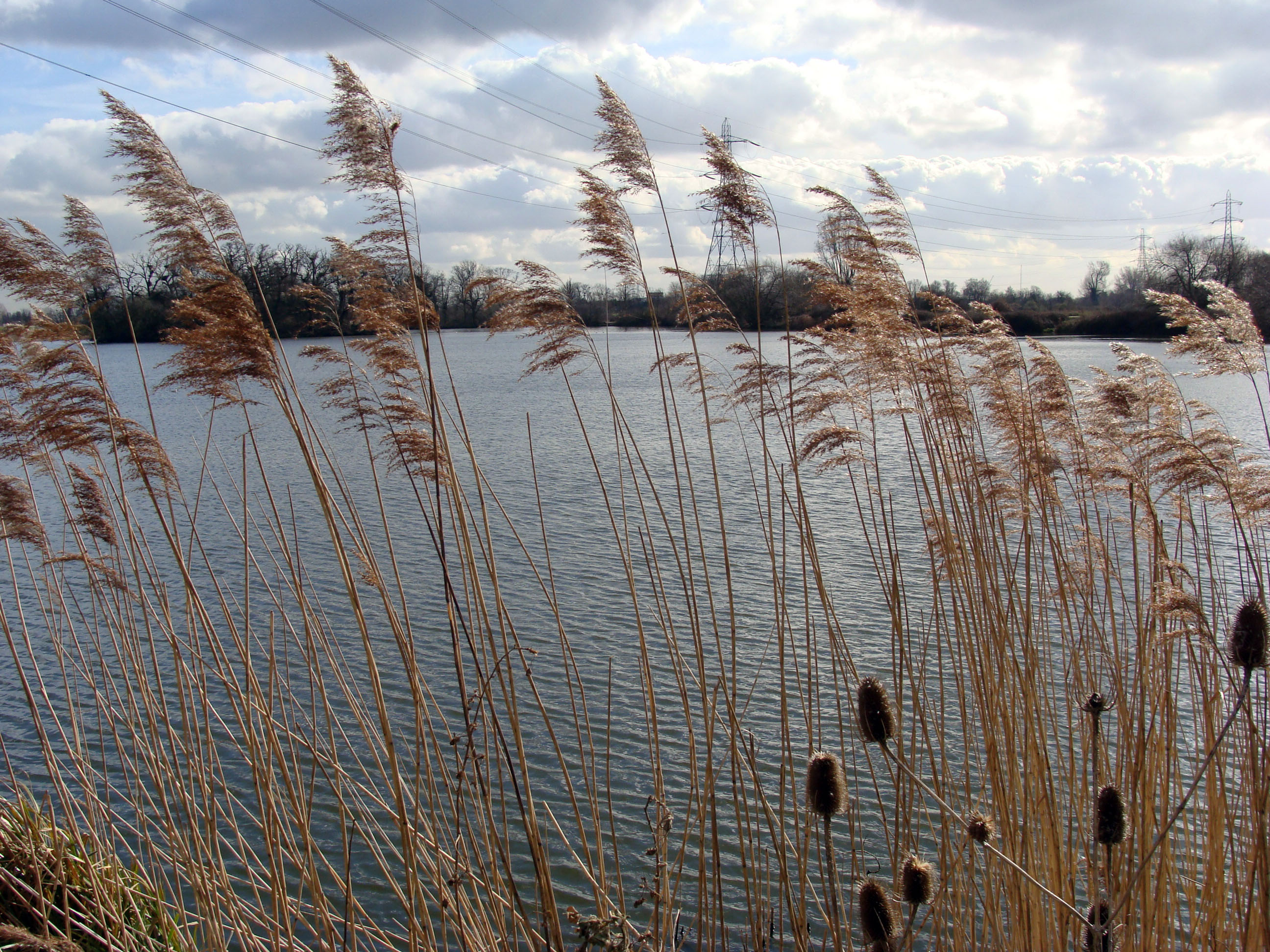
Reservatório de Walthamstow
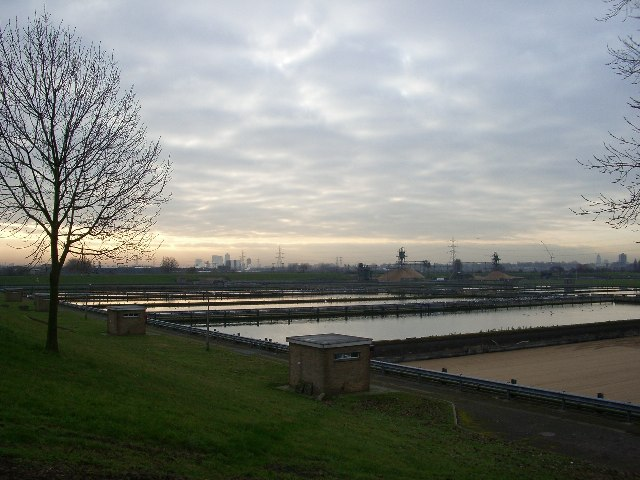
Os leitos de filtração na Estação de Tratamento de Coppermills

## Observações
1. ↑  Medido como uma tradição de Charing Cross